# FC Bayern München
Fußball-Club Bayern München e. V. (FCB, phát âm [ˈfuːsbalˌklʊp ˈbaɪɐn ˈmʏnçn̩] ⓘ), thường được biết đến là Bayern München, Bayern Munich, FC Bayern (phát âm [ˌɛft͡seː ˈbaɪɐn] ⓘ) hoặc đơn giản là Bayern, là một câu lạc bộ thể thao chuyên nghiệp có trụ sở ở thành phố München, bang Bayern, Đức. Câu lạc bộ này được biết đến nhiều nhất bởi đội bóng đá chuyên nghiệp nam đang thi đấu ở Bundesliga, hạng đấu cao nhất của hệ thống giải đấu bóng đá Đức. Bayern là câu lạc bộ thành công nhất của bóng đá Đức với 34 chức vô địch quốc gia và 20 cúp quốc gia, cùng với vô số danh hiệu châu Âu.
Câu lạc bộ được thành lập năm 1900 bởi 11 cầu thủ bóng đá, được dẫn dắt bởi Franz John. Mặc dù Bayern giành chức vô địch quốc gia đầu tiên vào năm 1932, đội bóng không được lựa chọn để chơi ở Bundesliga khi giải được thành lập vào năm 1963. Câu lạc bộ trải qua quãng thời gian thành công nhất vào khoảng giữa những năm 1970, dưới sự chỉ huy của Franz Beckenbauer, đội bóng đã vô địch Cúp C1 châu Âu 3 lần liên tiếp (1974-1976). Tổng thể, Bayern đã 11 lần tiến vào các trận chung kết Cúp C1 châu Âu/UEFA Champions League, gần đây nhất là vô địch lần thứ 6 vào năm 2020 và là một phần của cú ăn ba lục địa, qua đó trở thành câu lạc bộ châu Âu thứ hai đạt được cú ăn ba hai lần. Bayern cũng đã giành được 1 Cúp C2 châu Âu, 1 Cúp UEFA, 2 Siêu cúp bóng đá châu Âu, 2 FIFA Club World Cup và 2 Cúp bóng đá liên lục địa, trở thành một trong những câu lạc bộ châu Âu thành công nhất trên bình diện quốc tế và là câu lạc bộ Đức duy nhất vô địch cả hai giải đấu quốc tế. Với chức vô địch FIFA Club World Cup 2020, Bayern München trở thành câu lạc bộ thứ hai giành được cú ăn sáu.
Kể từ đầu mùa giải 2005-06, Bayern chơi các trận đấu sân nhà của họ tại Allianz Arena. Trước đây đội bóng đã chơi tại Sân vận động Olympic ở München trong 33 năm. Màu áo của đội bóng là màu đỏ và trắng, và trên biểu trưng của đội có màu trắng và xanh lam của cờ bang Bayern. Về mặt doanh thu, Bayern München là câu lạc bộ thể thao lớn nhất ở Đức và là câu lạc bộ bóng đá có doanh thu lớn thứ tư trên thế giới, tạo ra 629,2 triệu € trong năm 2019. Vào tháng 11 năm 2019, Bayern có 293.000 thành viên chính thức và có 4.499 hội cổ động viên câu lạc bộ được đăng ký chính thức với hơn 358.151 thành viên. Câu lạc bộ có các đội thể thao khác như cờ vua, bóng ném, bóng rổ, thể dục dụng cụ, bowling, bóng bàn và đội bóng đá huyền thoại với hơn 1.100 thành viên hoạt động. Tính đến tháng 5 năm 2021, Bayern đứng thứ nhất trong bảng xếp hạng hệ số câu lạc bộ UEFA.

## Lịch sử

### Những năm đầu (1900–1965)

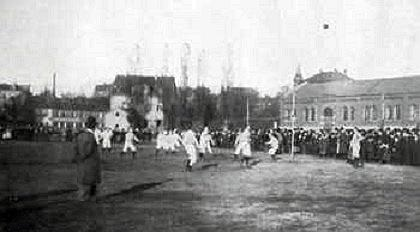
Trận đấu đầu tiên của Bayern München vào năm 1901

FC Bayern München được thành lập bởi một số thành viên thuộc một câu lạc bộ thể dục ở München (MTV 1879). Khi đại hội của MTV 1879 được họp ngày 27 tháng 2 năm 1900 ra quyết định không cho các cầu thủ bóng đá của câu lạc bộ được tham dự vào Liên đoàn bóng đá Đức, 11 người của câu lạc bộ rời đại hội và cũng trong buổi tối đó họ thành lập nên câu lạc bộ Fußball-Club Bayern München. Chỉ trong vòng một vài tháng sau đó, Bayern có những trận thắng đậm trước các đối thủ cùng khu vực và vào tới trận bán kết Giải vô địch bóng đá Nam Đức 1900-01. Trong những năm sau đó, đội bóng vô địch một số danh hiệu trong khu vực và vào mùa giải 1910-11 Bayern gia nhập "Kreisliga", giải vô địch đầu tiên của bang Bavaria. Đội vô địch giải này ngay năm đầu tiên, nhưng đây cũng là chức vô địch cuối cùng của đội cho tới khi Chiến tranh thế giới thứ nhất nổ ra vào năm 1914, và làm ngưng trệ mọi hoạt động thi đấu bóng đá ở Đức.
Trong những năm đầu sau chiến tranh, Bayern vô địch nhiều giải đấu ở khu vực, trước khi giành danh hiệu vô địch Nam Đức lần đầu tiên năm 1926, điều mà đội lặp lại được một lần nữa 2 năm sau đó. Chức vô địch quốc gia lần đầu tiên mà đội có được là vào năm 1932, khi huấn luyện viên Richard Kohn dẫn dắt đội bóng giành ngôi quán quân sau khi đánh bại Eintracht Frankfurt với tỉ số 2-0 ở trận chung kết.
Việc Adolf Hitler lên cầm quyền đã ảnh hưởng tới sự phát triển của Bayern. Chủ tịch và huấn luyện viên của đội, vốn đều là người Do Thái, đều rời Đức. Nhiều cầu thủ khác trong đội cũng ra đi. Bayern từng bị chế nhạo là "đội bóng Do Thái" và là một đội bóng bán chuyên nghiệp Bayern cũng ảnh hưởng bởi luật mới chỉ cho phép cầu thủ bóng đá phải hoàn toàn nghiệp dư mới được ra sân. Trong những năm đó, Bayern không thể giành thêm chức vô địch quốc gia nào, thay vào đó họ chỉ đứng ở vị trí giữa bảng xếp hạng trong khu vực.
Sau Chiến tranh thế giới thứ hai, Bayern trở thành thành viên của Oberliga Süd, giải đấu phía Nam của giải hạng nhất Đức, vốn được chia ra làm năm giải khác nhau vào lúc đó. Đội đã thay và sa thải 13 huấn luyện viên từ năm 1945 tới 1963. Vào năm 1955 họ bị xuống hạng, nhưng trở lại Oberliga ngay mùa giải sau đó và lần đầu tiên vô địch cúp quốc gia, đánh bại Fortuna Düsseldorf với tỉ số 1-0 ở trận chung kết năm 1957. Câu lạc bộ cũng phải đấu tranh về vấn đề tài chính, đứng bên bờ vực thẳm của việc phá sản vào cuối những năm 1950. Nhà sản xuất Roland Endler đã cung cấp số tiền cần thiết và cứu đội bóng. Vào năm 1963, các giải Oberliga được hợp thành một giải vô địch quốc gia duy nhất, giải Bundesliga. Năm đội bóng từ Oberliga phía Nam được chọn tham gia giải. Bayern về đích ở vị trí thứ 3 ở giải phía Nam năm đó, nhưng một đội bóng từ München khác, TSV 1860 München, vô địch giải đấu. Vì Liên đoàn bóng đá Đức không muốn có hai đội trong cùng thành phố cùng tham dự giải, Bayern không được chọn tham gia Bundesliga lần đầu tiên. Họ lên hạng hai năm sau đó, xây dựng đội bóng với những cầu thủ trẻ tài năng như Franz Beckenbauer, Gerd Müller và Sepp Maier - những người về sau được coi như những trụ cột của đội bóng.

### Thời kỳ hoàng kim (1965–1979)

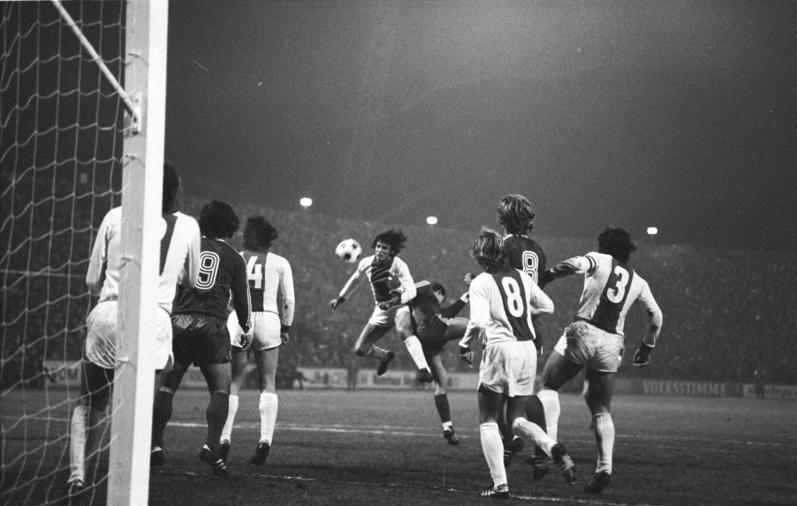
FC Bayern München đối đầu với 1. FC Magdeburg vào năm 1974

Trong lần đầu tiên được tham dự Bundesliga, Bayern về đích ở vị trí thứ 3 và cũng vô địch DFB-Pokal cùng năm đó. Điều này giúp họ được tham dự Cúp C2 vào năm sau, giải đấu mà họ đã vô địch một cách thuyết phục sau khi thắng Rangers F.C. của Scotland ở trận chung kết, khi Franz Roth ghi bàn thắng quyết định ấn định tỉ số 1-0 ở thời gian bù giờ. Vào mùa giải 1966-67, Bayern bảo vệ thành công chức vô địch cúp quốc gia, nhưng thành tích không cao khiến họ phải thay huấn luyện viên, Branko Zebec lên thay thế. Ông đã thay đổi lối tấn công của Bayern với lối đá kỷ luật, và điều này giúp họ vô địch Bundesliga lần đầu tiên và giành cú ăn đôi đi đầu tiên trong lịch sử Bundesliga. Điều đặc biệt là Zebec đã chỉ sử dụng 13 cầu thủ trong suốt mùa giải năm đó.
Huấn luyện viên Udo Lattek bắt đầu lên nắm quyền từ năm 1970. Ngay trong năm đầu tiên dẫn dắt đôi, ông đã cùng Bayern vô địch cúp quốc gia. Mùa giải 1971-72, câu lạc bộ đoạt danh hiệu vô địch quốc gia thứ 3 trong lịch sử của mình. Trận đấu quyết định gặp FC Schalke 04 ở giải năm đó là trận đấu đầu tiên trên sân Olympic, và cũng là trận đấu đầu tiên trong lịch sử được truyền trực tiếp ở Bundesliga. Bayern đánh bại Schalke 5-1 và giành danh hiệu, đồng thời cũng lập nên nhiều kỷ lục, bao gồm cả số điểm và số bàn thắng ghi được trong cùng một mùa giải. Bayern cũng vô địch hai mùa giải tiếp theo, nhưng đỉnh cao là chức vô địch cúp C1 châu Âu sau khi đánh bại Atlético Madrid tại vòng chung kết, Bayern thắng 4-0 sau trận đá lại. Trong những mùa giải sau đó đội bóng không có được nhiều thành công ở giải quốc nội, nhưng vẫn bảo vệ được chức vô địch châu Âu sau khi đánh bại Leeds United ở trận chung kết giải năm 1974-1975, khi Roth và Muller ghi bàn ở những phút cuối. Một năm sau ở Glasgow, Bayern trở thành đội bóng thứ 3 vô địch cúp này trong 3 năm liên tiếp khi đánh bại AS Saint-Étienne bởi một bàn thắng khác của Roth. Danh hiệu cuối cùng Bayern vô địch trong giai đoạn này là chiếc Cúp Liên lục địa năm 1976, sau khi đánh bại nhà vô địch Nam Mỹ năm đó là đội bóng Brasil, Cruzeiro. Thời gian còn lại của giai đoạn này Bayern không giành được danh hiệu nào. Vào năm 1977 Franz Beckenbauer chuyển tới New York Cosmos. Năm 1978 Franz Roth chuyển tới SV Casino Salzburg và vào năm 1979 Sepp Maier cùng Uli Hoeneß giải nghệ trong khi Gerd Müller gia nhập Fort Lauderdale Strikers.
Giai đoạn những năm 1970 cũng là thời kỳ Bundesliga diễn ra cuộc cạnh tranh khốc liệt giữa 2 ông lớn của bóng đá Đức lúc bấy giờ là Bayern và Borussia Mönchengladbach. Hai đội đã có cú ăn ba liên tiếp tại các giải quốc nội với nhiều ngôi sao trong đội hình.

### Từ FC Breitnigge đến FC Hollywood (1979–1998)

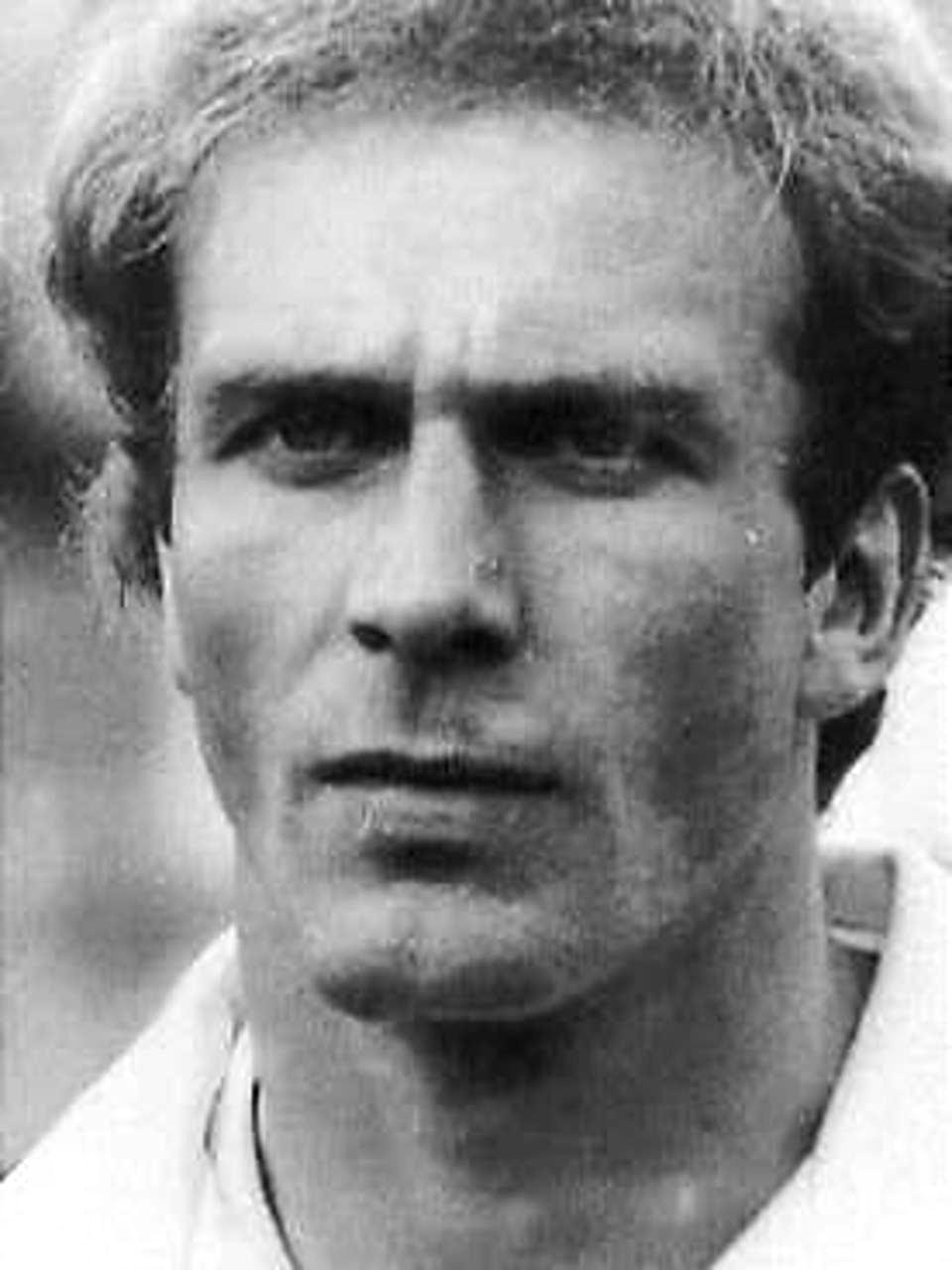
Karl-Heinz Rummenigge.

Thập niên 1980 là một giai đoạn với đầy những biến động ngoài sân cỏ của Bayern, với nhiều thay đổi về nhân sự và những vấn đề tài chính. Trên sân, Paul Breitner và Karl-Heinz Rummenigge, hợp lại là FC Breitnigge, đưa đội bóng tới chức vô địch Bundesliga 1980 và 1981. Họ còn vô địch DFB-Pokal vào năm 1982, 2 mùa giải sau đó là những mùa giải không thành công sau khi Breitner giải nghệ và huấn luyện viên Udo Lattek trở lại. Bayern vô địch cúp quốc gia năm 1984, sau đó vô địch giải vô địch quốc gia năm lần liên tiếp, bao gồm một cú ăn đôi năm 1986. Tuy nhiên, thành công trên cấp độ châu lục lại không đến với họ; Bayern không giành được bất cứ danh hiệu châu lục nào, chỉ có thể giành ngôi á quân tại cúp C1 châu Âu vào các năm 1982 và 1987.
Jupp Heynckes được bổ nhiệm làm huấn luyện viên năm 1987, nhưng sau hai lần vô địch quốc gia liên tiếp vào các năm 1989 và 1990, phong độ của Bayern sa sút. Sau khi về nhì ở mùa giải 1990-91, đội bóng về đích chỉ với 5 điểm nhiều hơn nhóm xuống hạng vào mùa giải 1991-92. Vào mùa giải 1992-93, Bayern München bị loại ngay ở vòng hai cúp UEFA trước đội bóng Anh Norwich City, đội bóng Anh duy nhất đánh bại họ ở sân vận động Olympic. Thành công trở lại sau khi Franz Beckenbauer trở lại là huấn luyện viên vào giai đoạn hai của mùa giải 1993-94, đội giành ngôi vô địch quốc gia sau 4 năm trắng tay. Beckenbauer sau đó được bổ nhiệm làm chủ tịch câu lạc bộ.
Các huấn luyện viên tiếp theo, Giovanni Trapattoni và Otto Rehhagel đều không mang lại danh hiệu gì cho đội bóng và thành tích của đội không giống như những gì được mong đợi. Trong quãng thời gian này cầu thủ Bayern thường xuất hiện ở các trang báo tạp chí về những chuyện ở ngoài đời tư hơn là những vấn đề liên quan đến sân cỏ, và họ được đặt tên là FC Hollywood. Franz Beckenbauer trở lại vào mùa giải 1995-96 với tư cách là huấn luyện viên tạm quyền và đưa đội bóng đến chức vô địch cúp UEFA vào mùa giải 1995-96, đánh bại Girondins de Bordeaux ở trận chung kết. Ở mùa giải 1996-97 Giovanni Trapattoni trở lại và giành chức vô địch quốc gia. Nhưng ở mùa giải sau đó họ lại để mất chức vô địch vào tay đội bóng mới lên hạng 1. FC Kaiserslautern, Trapattoni lần thứ hai rời đội bóng.

### Tìm lại được thành công trên đấu trường quốc tế (1998–2007)

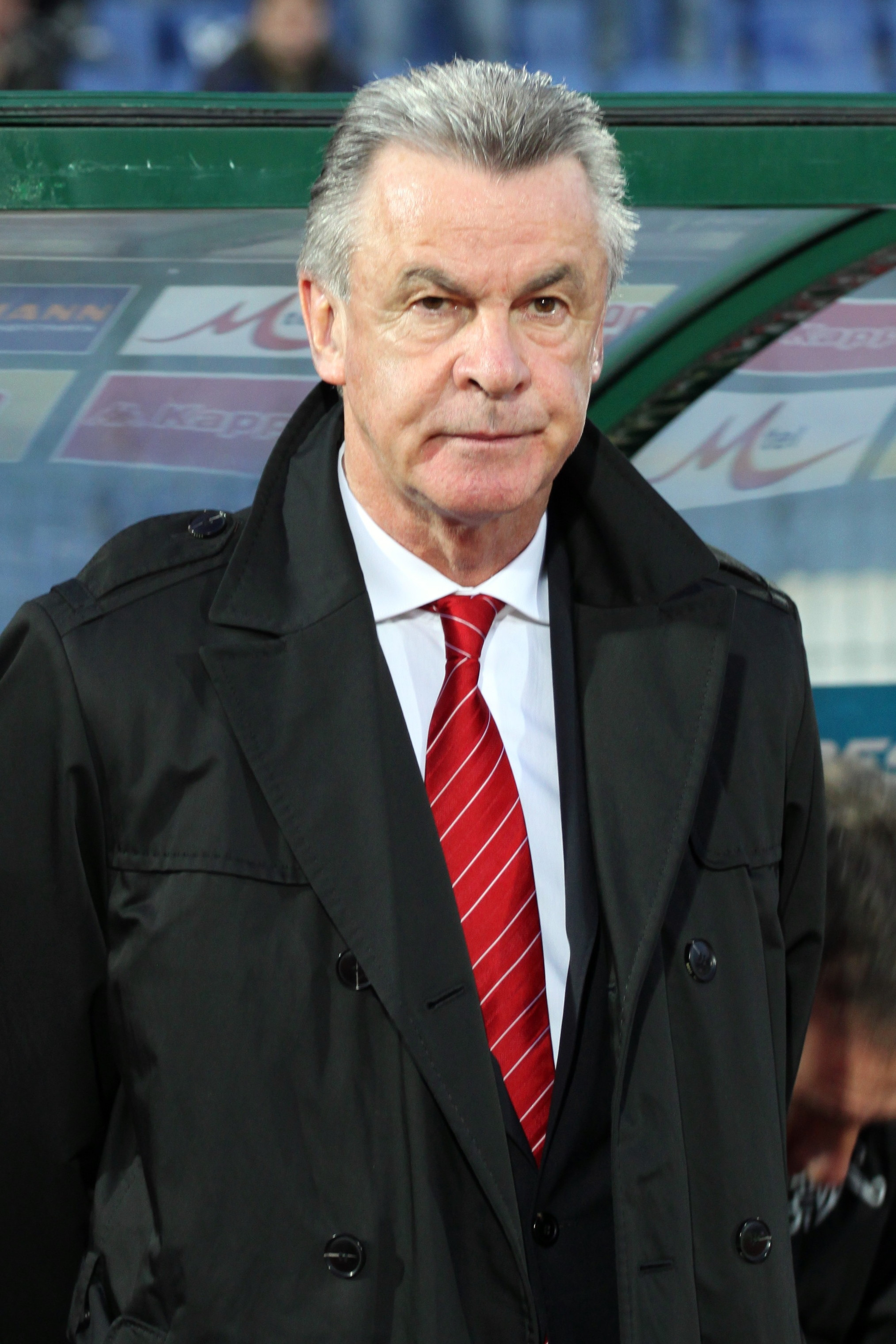
Ottmar Hitzfeld dẫn dắt Bayern từ 1998 đến 2004

Từ năm 1998 đến năm 2004, Bayern được dẫn dắt bởi Ottmar Hitzfeld. Trong mùa giải đầu tiên của Hitzfeld, Bayern vô địch Bundesliga và chút nữa vô địch cúp C1, họ thua 2-1 vào những phút bù giờ trong trận chung kết gặp Manchester United sau khi bảo vệ kết quả 1-0 đến phút thứ 90+1. Mùa giải 1999-2000 đội tiếp tục thành công với hai chức vô địch quốc gia và cúp quốc gia. Chức vô địch Bundesliga thứ 3 liên tiếp đến vào năm 2001, họ vô địch tại vòng đấu cuối cùng của mùa giải. Vài ngày sau, Bayern vô địch cúp C1 lần thứ 4 sau 25 năm, đánh bại Valencia CF trên chấm luân lưu. Mùa giải 2001-02 bắt đầu với danh hiệu vô địch Cúp Liên lục địa, nhưng kết thúc mùa giải với không một danh hiệu nào nữa. Một mùa giải sau, họ có cú đúp danh hiệu lần thứ 4, vô địch giải đấu với số điểm bỏ cách đội đứng thứ nhì kỷ lục. Triều đại của Hitzfeld kết thúc vào năm 2004, với phong độ đi xuống của Bayern, bao gồm một trận thua trước đội bóng chơi ở giải hạng hai Alemannia Aachen.
Felix Magath lên thay thế và đưa Bayern tới hai cú đúp danh hiệu liên tiếp. Trước mùa giải 2005-06, Bayern chuyển từ sân Olympic tới Allianz Arena, sân đấu mà câu lạc bộ chia sẻ với TSV 1860 München. Trên sân bóng mới này màn trình diễn của họ ở mùa giải 2006-07 trở nên thất thường. Thi đấu không tốt ở giải vô địch quốc gia và lại thua Alemannia Aachen ở cúp quốc gia, huấn luyện viên Magath bị sa thải một thời gian ngắn sau kỳ nghỉ đông.
Hitzfeld trở lại làm huấn luyện viên của Bayern Munich vào tháng 1 năm 2007, nhưng Bayern đã kết thúc mùa giải 2006-07 ở vị trí thứ tư, do đó không thể tham dự Champions League lần đầu tiên sau hơn một thập kỷ. Tiếp đó là không lên ngôi vô địch tại DFB-Pokal và DFB-Ligapokal, câu lạc bộ kết thúc mùa giải không có danh hiệu nào.

### Robbery – Robben và Ribery (2007–2019)
Vào mùa 2007-08, Bayern đã làm mới đội hình nhằm xây dựng lại đội bóng. Bayern đã mua tổng cộng 8 cầu thủ mới và bán, cho mượn 9 cầu thủ. Trong số các bản hợp đồng mới có các ngôi sao nổi bật từ World Cup 2006 như Franck Ribéry, Miroslav Klose và Luca Toni. Bayern tiếp tục vô địch Bundesliga một cách thuyết phục và DFB-Pokal trước Borussia Dortmund.
Sau mùa giải, thủ môn số 1 của Bayern Oliver Kahn đã rời câu lạc bộ mà không có thủ môn số 1 trong nhiều mùa. Huấn luyện viên của câu lạc bộ Ottmar Hitzfeld cũng từ nhiệm và Jürgen Klinsmann được chọn làm người kế nhiệm. Tuy nhiên, Klinsmann đã bị sa thải ngay trước khi kết thúc mùa giải đầu tiên của mình khi Bayern đang bám đuổi Wolfsburg tại Bundesliga, thua ở vòng tứ kết DFB-Pokal trước Bayer Leverkusen và bị FC Barcelona ghi tới 4 bàn ngay trong hiệp 1 lượt đi tứ kết UEFA Champions League. Jupp Heynckes được bổ nhiệm làm huấn luyện viên tạm thời và dẫn dắt câu lạc bộ về đích ở vị trí thứ hai tại Bundesliga.
Ở mùa giải 2009-10, Bayern đã ký hợp đồng với huấn luyện viên người Hà Lan Louis van Gaal và Arjen Robben, tiền đạo người Hà Lan gia nhập Bayern. Robben cùng với Ribéry định hình lối chơi tấn công của Bayern trong mười năm. Báo chí nhanh chóng đặt cho bộ đôi biệt danh "Robbery". Ngoài ra, David Alaba và Thomas Müller được lên đội một. Với Müller, van Gaal đã tuyên bố: "Với tôi, Müller luôn thi đấu" trở thành một cụm từ được nhắc đến nhiều trong nhiều năm qua. Bayern có mùa giải thành công nhất kể từ năm 2001, giành cú đúp danh hiệu quốc nội và chỉ thua trong trận chung kết Champions League trước Inter Milan 0-2. Mặc dù thành công trong mùa giải trước, Van Gaal đã bị sa thải vào tháng 4 năm 2011 khi Bayern bị loại ngay ở vòng đấu loại trực tiếp đầu tiên của Champions League. Trợ lý huấn luyện viên của Van Gaal Andries Jonker lên tiếp quản đội bóng và kết thúc mùa giải ở vị trí thứ ba.
Jupp Heynckes trở lại dẫn dắt Bayern trong mùa giải 2011-12. Mặc dù câu lạc bộ đã ký hợp đồng với Manuel Neuer để thay thế Kahn và Jérôme Boateng cho mùa giải, nhưng Bayern vẫn không có danh hiệu nào trong mùa giải thứ 2 liên tiếp, đứng nhì sau Borussia Dortmund ở giải đấu vô địch quốc gia và cúp quốc gia. Bayern đã lọt vào trận chung kết Champions League ngay trên sân nhà Allianz Arena, nhưng họ đã thua Chelsea 3-4 trên chấm phạt đền sau khi hòa 1-1 cả trận.
Vào mùa giải 2012-13, Bayern đã ký hợp đồng với Javi Martínez. Sau khi Bayern kết thúc với vị trí á quân tại tất cả các danh hiệu trong mùa 2011-12, Bayern vô địch tất cả các danh hiệu vào năm 2012-13, lập nhiều kỷ lục Bundesliga và trở thành đội bóng Đức đầu tiên giành cú ăn ba. Bayern kết thúc Bundesliga với 91 điểm. Trong trận chung kết Champions League thứ 3 của Bayern trong vòng 4 năm, họ đã đánh bại Borussia Dortmund 2-1. Một tuần sau, họ hoàn thành cú ăn ba khi giành chiến thắng trong trận chung kết DFB-Pokal trước VfB Stuttgart. Vào tháng 1, Bayern thông báo rằng họ sẽ bổ nhiệm Pep Guardiola làm huấn luyện viên trưởng cho mùa giải 2013-14. Ban đầu câu lạc bộ trình bày điều này khi Heynckes hết hạn hợp đồng, nhưng Uli Hoeneß sau đó thừa nhận đó không phải là quyết định của Heynckes rời khỏi Bayern vào cuối mùa giải. Nó thực sự bị ép buộc bởi mong muốn của câu lạc bộ để bổ nhiệm Guardiola.
Bayern thực hiện mong muốn ký hợp đồng với Thiago Alcântara của Guardiola từ FC Barcelona, mùa giải đầu tiên của Guardiola khởi đầu tốt đẹp khi Bayern kéo dài chuỗi trận bất bại từ mùa giải trước lên 53 trận. Trận thua cuối cùng trước Augsburg diễn ra hai ngày sau khi Bayern giành được danh hiệu vô địch. Trong mùa giải, Bayern cũng giành được hai danh hiệu khác là FIFA Club World Cup và UEFA Super Cup, đây là danh hiệu lớn cuối cùng mà câu lạc bộ chưa giành được. Bayern cũng đã hoàn thành cú đúp quốc nội thứ 10 của mình, nhưng thua trong trận bán kết Champions League trước Real Madrid. Ngoài sân cỏ, chủ tịch Uli Hoeneß đã bị kết án trốn thuế vào ngày 13 tháng 3 năm 2014 và nhận mực án 3,5 năm tù giam. Hoeneß từ chức vào ngày hôm sau, phó chủ tịch Karl Hopfner được bầu làm chủ tịch vào ngày 2 tháng 5.
Trước mùa giải 2014-15, Bayern đã đón Robert Lewandowski sau khi hợp đồng của anh kết thúc tại Borussia Dortmund và mượn Xabi Alonso từ Real Madrid. Bayern cũng để Toni Kroos đến Real. Biểu tượng của câu lạc bộ Bastian Schweinsteiger và Claudio Pizarro ra đi trước mùa giải 2015-16. Trong hai mùa giải này, Bayern đã bảo vệ thành công chức vô địch của họ, bao gồm một cú đúp danh hiệu khác vào năm 2015-16, nhưng không vượt qua được trận bán kết Champions League, điều này dẫn đến sự thất vọng ở câu lạc bộ vì sự kỳ vọng Guardiola sẽ dẫn dắt câu lạc bộ đến chức vô địch Champions League thứ 6 của họ. Mặc dù lãnh đạo của câu lạc bộ đã cố gắng thuyết phục Guardiola ở lại, ông đã quyết định không gia hạn hợp đồng.
Carlo Ancelotti trở thành người kế vị Guardiola. Hợp đồng quan trọng trong mùa giải 2016-17 là Mats Hummels từ Borussia Dortmund. Ngoài sân cỏ, Uli Hoeneß được ra tù sớm và tái đắc cử chức chủ tịch vào tháng 11 năm 2016. Dưới thời Ancelotti, Bayern giành chức vô địch quốc gia thứ 5 liên tiếp, nhưng không giành được cúp quốc gia hay Champions League. Vào tháng 7 năm 2017, Bayern cho biết 1860 Munich sẽ rời Allianz vĩnh viễn vì câu lạc bộ này đã xuống chơi tại hạng 4. Trước mùa giải 2017-18, Bayern đã có những thay đổi sâu rộng trong đội hình khi ký hợp đồng với những cầu thủ trẻ như Kingsley Coman, Corentin Tolisso, Serge Gnabry và Niklas Süle và cho mượn James Rodríguez từ Real. Trong khi đó, đội trưởng của câu lạc bộ Philipp Lahm và Xabi Alonso đã giải nghệ và một số cầu thủ khác cũng rời câu lạc bộ. Ancelotti bị sa thải sau trận thua 0-3 trước Paris Saint-Germain tại Champions League vào đầu mùa giải thứ hai. Willy Sagnol đã đảm nhận vị trí huấn luyện viên tạm thời trong một tuần trước khi có thông báo rằng Jupp Heynckes sẽ là huấn luyện viên chính thức. Trong mùa giải, câu lạc bộ đã thúc giục Heynckes công khai việc gia hạn hợp đồng của mình, nhưng Heynckes vẫn kiên quyết  sẽ nghỉ hưu sau mùa giải. Câu lạc bộ bắt đầu một cuộc tìm kiếm người thay thế và cuối cùng Niko Kovač được giới thiệu là người kế vị của Heynckes với đồng 3 năm.
Mùa giải đầu tiên của Kovač tại câu lạc bộ bắt đầu chậm chạp khi Bayern tụt lại phía sau Dortmund tại Bundesliga suốt nửa đầu mùa giải. Trái ngược với van Gaal và Ancelotti, ban lãnh đạo câu lạc bộ quyết định bảo vệ Kovač khỏi những lời chỉ trích. Sau kỳ nghỉ đông, Bayern nhanh chóng thu hẹp khoảng cách và lên vị trí số 1. Tại Champions League, câu lạc bộ đã bị Liverpool loại ở vòng 16 đội lần đầu tiên kể từ năm 2011, Bayern không lọt vào tứ kết. Trong mùa giải, Arjen Robben tuyên bố rằng đây sẽ là mùa giải cuối cùng của anh cho câu lạc bộ, trong khi Uli Hoeneß tuyên bố rằng Franck Ribéry sẽ ra đi vào cuối mùa giải. Vào tháng 3 năm 2019, Bayern thông báo rằng họ đã ký hợp đồng với Lucas Hernandez từ Atlético với mức phí kỷ lục tại Bundesliga là 80 triệu euro. Vào ngày 18 tháng 5 năm 2019, Bayern giành chức vô địch Bundesliga thứ 7 liên tiếp. Danh hiệu Bundesliga này là thứ 9 của Ribéry và thứ 8 của Robben, cả 2 cùng rời đội cuối mùa. Một tuần sau, Bayern đánh bại RB Leipzig 3-0 trong trận Chung kết cúp quốc gia. Với chiến thắng này, Bayern giành được cúp quốc gia Đức thứ 19 và hoàn thành cú đúp quốc nội thứ 12 của họ. Mùa giải thứ 2 của Kovač kết thúc vào ngày 3 tháng 11 năm 2019 sau trận thua 5–1 trước Eintracht Frankfurt.

### Các huấn luyện viên người Đức (2019–2024)

#### Kỷ nguyên Flick (2019–2021)
Hans-Dieter Flick trở thành huấn luyện viên tạm quyền của Bayern, khi Kovač rời đi vào ngày 4 tháng 11 năm 2019. Trong trận đấu đầu tiên của mình, Bayern đã đánh bại Olympiacos 2–0 ở vòng bảng UEFA Champions League vào ngày 6 tháng 11 năm 2019. Vào ngày 22 tháng 12 năm 2019, Bayern thông báo Flick sẽ vẫn là huấn luyện viên cho đến cuối mùa giải.
Vào tháng 4 năm 2020, Flick trở thành huấn luyện viên chính thức của Bayern Munich với bản hợp đồng mới đến năm 2023. Vào mùa hè năm 2020, Flick đã giành được chức vô địch Bundesliga và Cúp quốc gia để hoàn thành cú đúp quốc nội thứ 13 của câu lạc bộ, và lọt vào bán kết Champions League sau khi hủy diệt FC Barcelona 8–2 ở tứ kết. Ở bán kết họ tiếp tục thắng Olympique Lyon 3-0 để vào chung kết gặp Paris Saint Germain. Tại trận chung kết ở Lisbon, Bồ Đào Nha, Bayern đã giành chiến thắng 1-0 với bàn thắng duy nhất của Kingsley Coman, trở thành đội bóng châu Âu thứ 2 sau Barcelona đạt được cú ăn ba 2 lần. Sau một thời gian ngắn nghỉ ngơi, toàn đội đã bắt đầu mùa giải mới 2020-21 bằng trận tranh Siêu cúp UEFA lần thứ 2 trong lịch sử. Bayern đã đánh bại Sevilla 2-1 trong hiệp phụ, Javi Martínez là người ghi bàn thắng quyết định, sau đó là chiến thắng 3-2 trước Dortmund tại DFL-Supercup 2020. Vào tháng 2 năm 2021, họ đã giành chức vô địch FIFA Club World Cup 2020 (bị hoãn lại từ tháng 12 năm 2020 do đại dịch COVID-19) trong trận chung kết với câu lạc bộ Mexico Tigres UANL, trở thành câu lạc bộ thứ 2 giành cú ăn 6 sau Barcelona năm 2009. Sau đó, Bayern không thể bảo vệ danh hiệu Champions League khi để PSG loại ở tứ kết. Tuy nhiên, đội đã giành được danh hiệu Bundesliga thứ 9 liên tiếp. Trong đó, Robert Lewandowski đã phá kỷ lục của Gerd Müller về số bàn thắng ghi được trong một mùa giải Bundesliga với 41 lần lập công.
Vào ngày 27 tháng 4 năm 2021, Bayern thông báo Flick sẽ rời đội vào cuối mùa giải để dẫn dắt đội tuyển Đức thay thế Joachim Löw sau UEFA Euro 2020, và huấn luyện viên Julian Nagelsmann từ RB Leipzig sẽ trở thành huấn luyện viên mới, có hiệu lực từ ngày 1 tháng 7. Theo nhiều nguồn tin, để có được chữ ký của Nagelsmann, Bayern phải tốn 25 triệu Euro tiền giải phóng hợp đồng giữa ông với RB Leipzig, một kỷ lục thế giới cho một huấn luyện viên.

#### Thời kỳ Nagelsmann (2021–2023)
Dưới thời tân huấn luyện viên Julian Nagelsmann, Bayern đã hoàn tất chiến tích giành 10 chức vô địch Bundesliga liên tiếp sau trận thắng 3–1 trong trận Der Klassiker. Dù vậy, đội bóng bất ngờ để thua trước Villarreal ở tứ kết Champions League, qua đó có năm thứ 2 liên tiếp dừng bước tại vòng đấu này. Vào ngày 24 tháng 3 năm 2023, Bayern quyết định sa thải Nagelsmann.

#### Thời kỳ Thomas Tuchel (2023–2024)
Sau khi sa thải Nagelsmann, Bayern thông báo bổ nhiệm Thomas Tuchel với bản hợp đồng đến ngày 30 tháng 6 năm 2025. Bayern Munich có năm thứ 3 liên tiếp dừng bước tại tứ kết Champions League trước Manchester City với tổng tỷ số 4-1, và thua tại tứ kết cúp quốc gia Đức trước Freiburg, nhưng chiến thắng 2-1 trước 1. FC Köln tại vòng đấu cuối cùng giúp đội có cùng 71 điểm với Dortmund nhưng hơn hiệu số, qua đó có lần thứ 11 liên tiếp vô địch Bundesliga. Chỉ vài giờ sau khi vô địch, đội bóng tuyên bố sa thải giám đốc điều hành Oliver Kahn và giám đốc thể thao Hasan Salihamidzic. Bayern sau đó bổ nhiệm Karl-Heinz Rummenigge làm thành viên của ban giám sát FC Bayern München AG tại cuộc họp thường kỳ vào ngày 30 tháng 5 năm 2023.
Vào ngày 12 tháng 8 năm 2023, Bayern lại phá kỷ lục chuyển nhượng của Đức để ký hợp đồng với đội trưởng đội tuyển Anh và là tay săn bàn hàng đầu mọi thời đại Harry Kane từ Tottenham Hotspur với mức phí được báo cáo là 110 triệu euro.  Trận đấu ra mắt của Harry Kane trong màu áo Bayern Munich trở thành cơn ác mộng khi đội nhà thua 0-3 trước Leipzig ở Siêu cúp Đức. Vào ngày 21/2/2024, ông xác nhận chia tay Bayern Munich vào cuối mùa giải. Mùa giải 2023-24 chứng kiến Bayern lần đầu trắng tay trên mọi đấu trường kể từ năm 2012, khi đứng thứ 3 chung cuộc tại Bundesliga, bị loại sớm tại Cúp quốc gia & dừng bước tại bán kết trước Real Madrid ở Champions League.

### Thời kỳ Vincent Kompany (2024-nay)
Vào ngày 29 tháng 5 năm 2024, Bayern ký hợp đồng có thời hạn 3 năm với Vincent Kompany, người vừa thất bại trong nhiệm vụ trụ hạng với Burnley ở Ngoại hạng Anh. Bayern giành lại ngôi vô địch Bundesliga từ tay Bayer Leverkusen sớm trước 2 vòng đấu, qua đó có lần thứ 34 vô địch giải đấu.

## Trang phục
Khi câu lạc bộ mới thành lập, màu áo chủ đạo mà Bayern chọn là màu trắng và xanh da trời, nhưng cho đến năm 1905, họ lại dùng màu áo trắng và quần đen cho tới thời điểm mà Bayern gia nhập MSC. MSC quyết định rằng các cầu thủ phải chơi với quần short màu đỏ. Một số cầu thủ trẻ được gọi là những quần đùi đỏ, điều đó có nghĩa như một lời lăng mạ. Bayern đã dùng trang phục đỏ và trắng trong phần lớn lịch sử tồn tại của mình, nhưng màu xanh cũng được sử dụng. Ở mùa giải 1969-70 màu áo là sọc xanh trắng, và quần cùng tất đều màu xanh. Một kiểu tương tự cũng xuất hiện vào năm 1995, khi màu xanh lần đầu tiên là màu chủ đạo. Từ năm 1999 trở đi Bayern lại dùng màu áo truyền thống của họ.
Màu áo sân khách của đội bóng đã được thay đổi theo hàng năm, bao gồm trắng, đen, xanh và vàng-xanh. Bayern cũng sử dụng một bộ trang phục khi thi đấu quốc tế riêng. Vào năm 2009, trang phục ở sân nhà là màu đỏ, sân khách là màu xanh đậm, và trang phục thi đấu quốc tế là màu trắng.
Vào những năm 1980 và 90, Bayern sử dụng bộ trang phục sân khách đặc biệt khi gặp 1. FC Kaiserslautern, đó là màu áo giống của tuyển Brazil là xanh và vàng, một sự mê tín đã được sinh ra khi người ta tin rằng họ thường khó thắng tại Kaiserslautern và cần một trang phục đặc biệt.
Nhà tài trợ áo đấu đầu tiên của Bayern là từ hãng chế tạo xe Marigus Deutz. Đây cũng là thương vụ đầu tiên của Uli Hoeness khi ông lên làm giám đốc thương mai cho câu lạc bộ xứ Bavaria sau khi giải nghệ. Thương vụ này đã đem lại cho Bayern khoản tiền 1,8 triệu Mark mỗi năm. Marigus Deutz và Bayern đã bắt tay hợp tác trong vòng 6 năm, bản hợp đồng đã kéo dài từ năm 1978 đến 1984. Sau khi hợp đồng giữa hãng chế tạo xe Marigus và Bayern đáo hạn, dưới sự chèo lái của Hoeness, Bayern tiếp tục vớ được nhà tài trợ khác. Đó là hãng sản xuất máy vi tính của Mỹ, Commodore. Bayern đã bắt tay cùng Commodore trong vòng 5 năm, từ năm 1984 đến 1989 trước khi nhà tài trợ Opel ký hợp đồng với Bayern Munich với thời hạn kéo dài đến 13 năm sau đó. Hiện nay trên chiếc áo đấu của câu lạc bộ còn có tên của nhà tài trợ Deutsche Telekom, hãng viễn thông lớn nhất nước Đức. Hằng năm Telekom tài trợ cho Bayern München một khoản tiền 25 triệu euro cho việc in tên quãng cáo thương hiệu lên chiếc áo đấu của Hùm xám cho đến mùa 2026-27.
Ngoài việc quảng cáo thương hiệu cho các nhà tài trợ, Bayern München cũng là đối tác kinh doanh lớn của hãng thể thao số 1 thế giới Adidas với số tiền hơn 75 triệu euro hằng năm, đổi lại đội bóng chủ sân Allianz sẽ sử dụng, giới thiệu quảng bá và nâng cao thương hiệu các sản phẩm do Adidas sản xuất cho đến mùa 2029-30. Cùng với đó là việc ký hợp đồng hãng xe nổi tiếng Audi, trong chiến dịch quảng cáo, mỗi cầu thủ khi chơi cho Bayern München đều được tặng xe trước khi mùa giải mới bắt đầu. Tháng 11 năm 2015, Bayern lại tiếp tục thông báo họ đã có thêm 1 nhà tài trợ nữa, đó là hãng chuyên sản xuất lốp xe nổi tiếng của Mỹ, Goodyear. Hãng lốp xe nổi tiếng của Mỹ này sẽ chính thức trở thành đối tác bạch kim của Bayern từ đầu năm 2016. Goodyear sẽ trở thành đối tác bạch kim của CLB xứ Bavaria, và sẽ có mặt trên khắp các bảng hiệu ở sân Allianz Arena – sân nhà của Bayern Munich. Ngoài ra, sản phẩm của Goodyear – là lốp xe cũng sẽ được sử dụng cho phương tiện di chuyển của đội và các thành viên trong đội bóng. Việc ký kết hợp đồng thành công với Goodyear tiếp tục nâng danh sách các nhà tài trợ và đối tác chính thức của Bayern Munich lên con số dài dằng dặc. Ngoài nhà tài trợ chính là công ty viễn thông nổi tiếng Deutsche Telekom và nhà tài trợ áo đấu Adidas, Bayern còn có Gigaset, Audi, và các đối tác khác như Coca-Cola, hãng thời trang Giorgio Armani, đồng hồ Hublot hay hãng hàng không Qatar Airways.
Tính tổng cộng, Bayern có tới hơn 20 đối tác chính thức và không chính thức – một con số ấn tượng. Với việc thu hút được các nhà tài trợ lớn nhất nước Đức, Bayern München đã trở thành câu lạc bộ đứng đầu giải Bundesliga về doanh thu hằng năm.

### Nhà cung cấp trang phục và nhà tài trợ áo đấu
| Giai đoạn | Nhà sản xuất trang phục | Nhà tài trợ áo đấu (ngực) | Nhà tài trợ áo đấu (tay áo) |
| --------- | ----------------------- | ------------------------- | --------------------------- |
| 1964–1971 | Palme Trikotfabrik      | Không có                  | Không có                    |
| 1971–1974 | Erima                   | Không có                  | Không có                    |
| 1974–1978 | Adidas                  | Adidas                    | Không có                    |
| 1978–1981 | Adidas                  | Magirus Deutz             | Không có                    |
| 1981–1984 | Adidas                  | Iveco Magirus             | Không có                    |
| 1984–1989 | Adidas                  | Commodore                 | Không có                    |
| 1989–2002 | Adidas                  | Opel                      | Không có                    |
| 2002–2017 | Adidas                  | Deutsche Telekom          | Không có                    |
| 2017–2018 | Adidas                  | Deutsche Telekom          | Hamad Airport               |
| 2018–2023 | Adidas                  | Deutsche Telekom          | Qatar Airways               |
| 2023–2024 | Adidas                  | Deutsche Telekom          | Audi                        |
| 2024–     | Adidas                  | Deutsche Telekom          | Allianz                     |

### Thỏa thuận trang phục
| Nhà cung cấp trang phục | Giai đoạn | Thông báo hợp đồng gần nhất | Thời hạn hợp đồng hiện tại | Giá trị                                    | Ghi chú         |
| ----------------------- | --------- | --------------------------- | -------------------------- | ------------------------------------------ | --------------- |
| Adidas                  | 1974–nay  | 28 tháng 4 năm 2015         | 2015–2030 (15 năm)         | Tổng cộng 900 triệu € (60 triệu € mỗi năm) | [ 138 ] [ 139 ] |

## Huy hiệu
Biểu trưng của Bayern đa từng được thay đổi nhiều lần trong lịch sử câu lạc bộ. Biểu trưng gốc gồm 4 chữ F, C, B, M, màu xanh được cách điệu hóa và lồng vào nhau. Màu cờ của bang Bavaria lần đầu tiên được đưa vào biểu trưng của đội từ năm 1954.
Mẫu biểu trưng hiện đại của đội bắt đầu được vẽ vào năm 1954 và trải qua nhiều bước thay đổi. Thời gian đầu biểu trưng chỉ đơn sắc, màu xanh hoặc màu đỏ, cho đến đa sắc như hiện nay. Biểu trưng hiện tại (được chọn từ năm 2008) gồm ba màu xanh dương, đỏ, và trắng. Màu cờ của bang Bavaria nằm ở giữa biểu trưng, chữ FC Bayern München được viết bằng màu trắng, trong vòng tròn đỏ, được bọc trong một vòng tròn xanh, màu của Bavaria.
Lịch sử logo Bayern München
- 1901
- 1902–1906
- 1906–1919
- 1919–1924
- 1925–1954
- 1954–1996
- 1996–2002
- 2002–2017
- 2017–2024
- 2024–

## Sân vận động

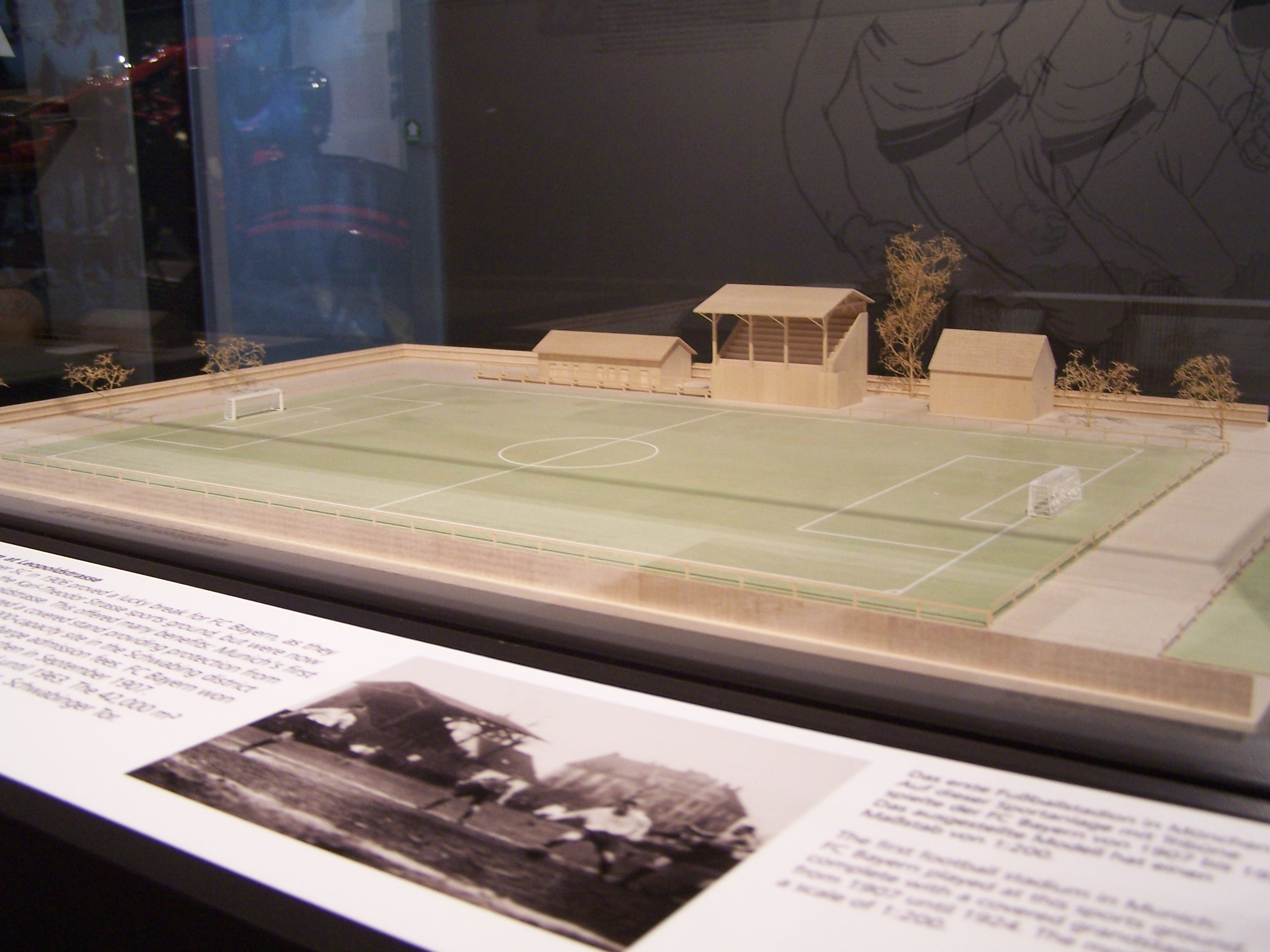
Hình mẫu của sân vận động đầu tiên của Bayern, sân nhà của họ từ năm 1906 đến năm 1924

Bayern chơi trận đấu tập luyện đầu tiên tại Schyrenplatz nằm ở trung tâm thành phố München. Các trận đấu chính thức đầu tiên của đội được tổ chức tại Theresienwiese. Từ năm 1901, Bayern chuyển tới sân riêng của mình, nằm trong khu Schwabing ở phố Clemensstraße. Sau khi gia nhập Münchner Sport-Club (MSC) vào năm 1906, Bayern chuyển về thi đấu từ tháng 5 năm 1907 tại khuôn viên của MSC nằm trên phố Leopoldstraße.
Từ năm 1925, Bayern dùng chung sân vận động Grünwalder với câu lạc bộ 1860 München. Cho đến thế chiến thứ hai, sân vận động thuộc quyền sở hữu của 1860 München, và thường được gọi một cách thông tục là sân vận động Sechz'ger ("Những năm 60"). Sân bị phá hủy trong chiến tranh, và các nỗ lực phục hồi lại nó khiến nó sau đó rất chắp vá. Kỷ lục về số khán giả trong một trận đấu của Bayern tại sân vận động Grünwalder là 50.000 người trong trận đấu sân nhà đối đầu với 1. FC Nuremberg ở mùa giải 1961–62. Trong kỷ nguyên Bundesliga, sức chứa tối đa của sân là 44.000 chỗ, nhưng sức chứa đã bị giảm xuống còn 21.272 chỗ. Ngày nay các đội hình hai của cả Bayern và 1860 München sử dụng sân này.

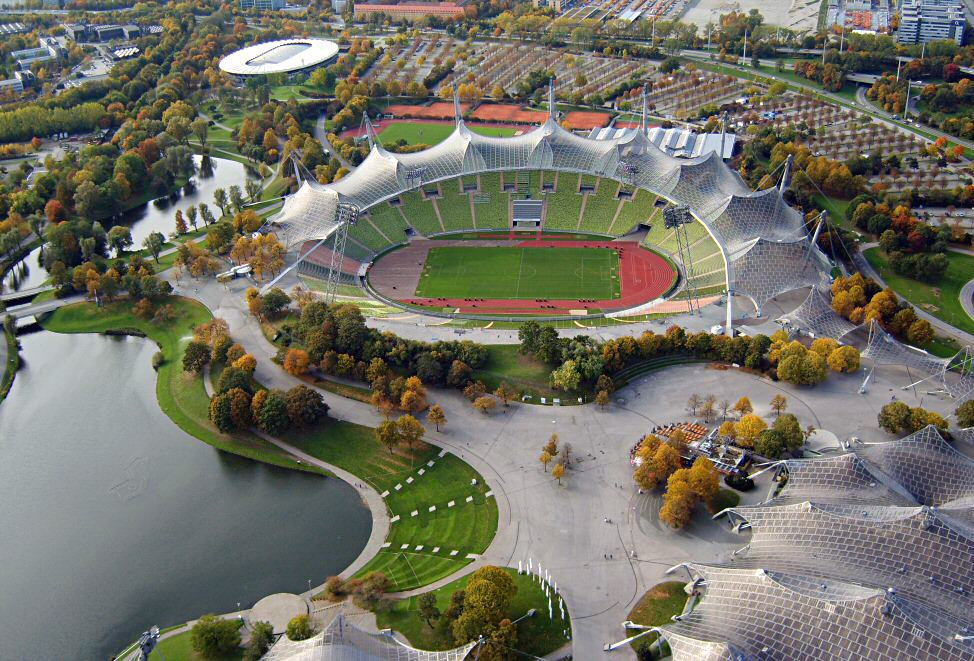
Sân vận động Olympic, sân nhà của Bayern München từ năm 1972 đến năm 2005

Để tổ chức Thế vận hội mùa hè 1972, thành phố München cho xây dựng sân vận động Olympic. Sân vận động được khánh thành vào trận đấu Bundesliga cuối cùng của mùa giải 1971–72. Trận đấu kéo một lượng khán giả lên đến 79.000 người. Sân vận động, trong những ngày đầu, được coi là một trong những sân hiện đại nhất thế giới, và được chọn để tổ chức nhiều trận chung kết lớn, như trận chung kết FIFA World Cup 1974. Trong những năm tiếp theo, sân vận động có một vài sự thay đổi, như là tăng tỉ lệ số chỗ ngồi từ khoảng 50% lên xấp xỉ 66%. Cuối cùng, sân vận động có sức chứa 63.000 chỗ cho các trận đấu cấp độ quốc gia, và 59.000 cho các trận đấu quốc tế như là các giải đấu Cúp châu Âu. Nhưng nhiều người bắt đầu than phiền rằng sân vận động quá lạnh vào mùa đông, với nửa số khán giả tiếp xúc với thời tiết do không được che. Những phàn nàn khác cho rằng khoảng cách giữa khán giả và sân đấu quá xa, vì ngăn giữa khán đài và sân là đường chạy điền kinh. Những sự cải tiến sân vận động đều trở nên bất khả thi vì kiến trúc sư Günther Behnisch phủ quyết những cải tiến cho sân vận động.

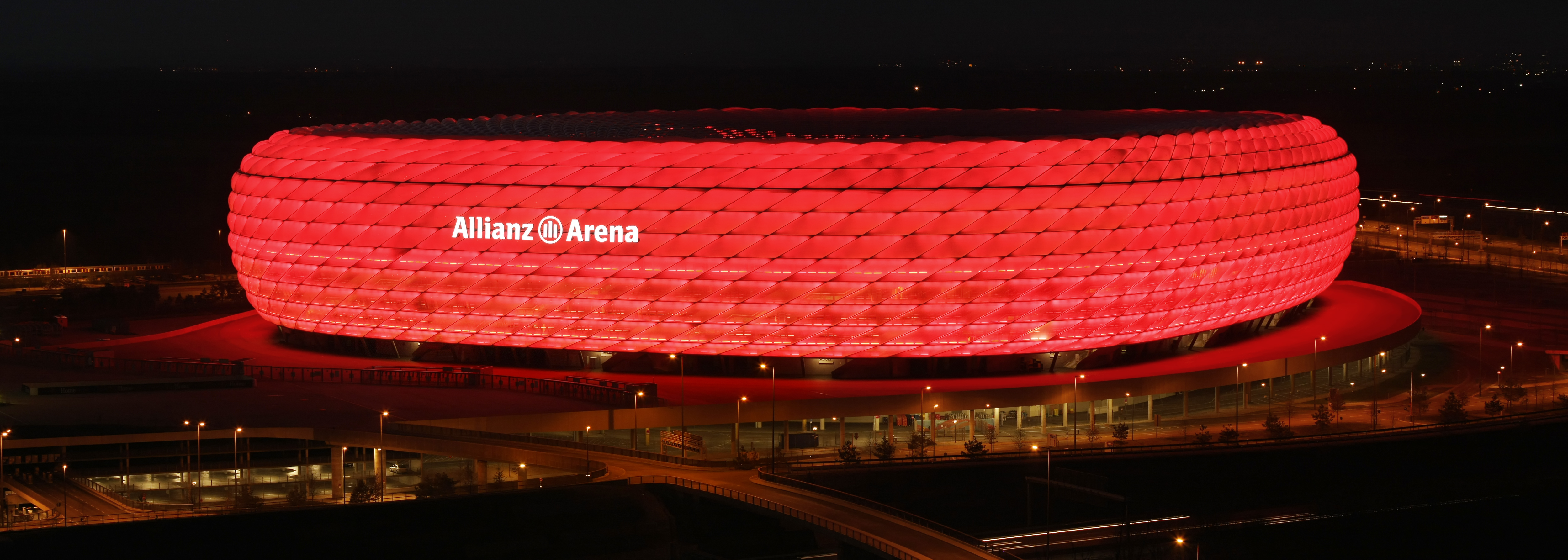
Sân vận động Allianz Arena được chiếu sáng màu đỏ cho các trận sân nhà của Bayern

Sau nhiều thảo luận, thành phố München, bang Bavaria, Bayern Munchen, và 1860 München cùng đồng ý vào cuối năm 2000 là sẽ xây dựng một sân vận động mới. Việc Đức giành được quyền đăng cai FIFA World Cup 2006 khiến cho việc thảo luận được đẩy nhanh vì sân vận động Olympic không còn đáp ứng các tiêu chuẩn của FIFA cho việc tổ chức một trận đấu World Cup. Sân vận động Allianz Arena được xây dựng tại ngoại ô phía Bắc thành phố và được đưa vào sử dụng kể từ đầu mùa giải 2005–06. Sân hiện tại có sức chứa 75.000 chỗ ngồi (70.000 chỗ ngồi ở Champions League).
Đặc điểm nổi bật của sân vận động là lớp trong mờ ngoài cùng, có thể phát sáng nhiều màu khác nhau. Màu đỏ được sử dụng cho các trận sân nhà của Bayern và màu trắng cho các trận sân nhà của đội tuyển bóng đá quốc gia Đức.

## Trụ sở

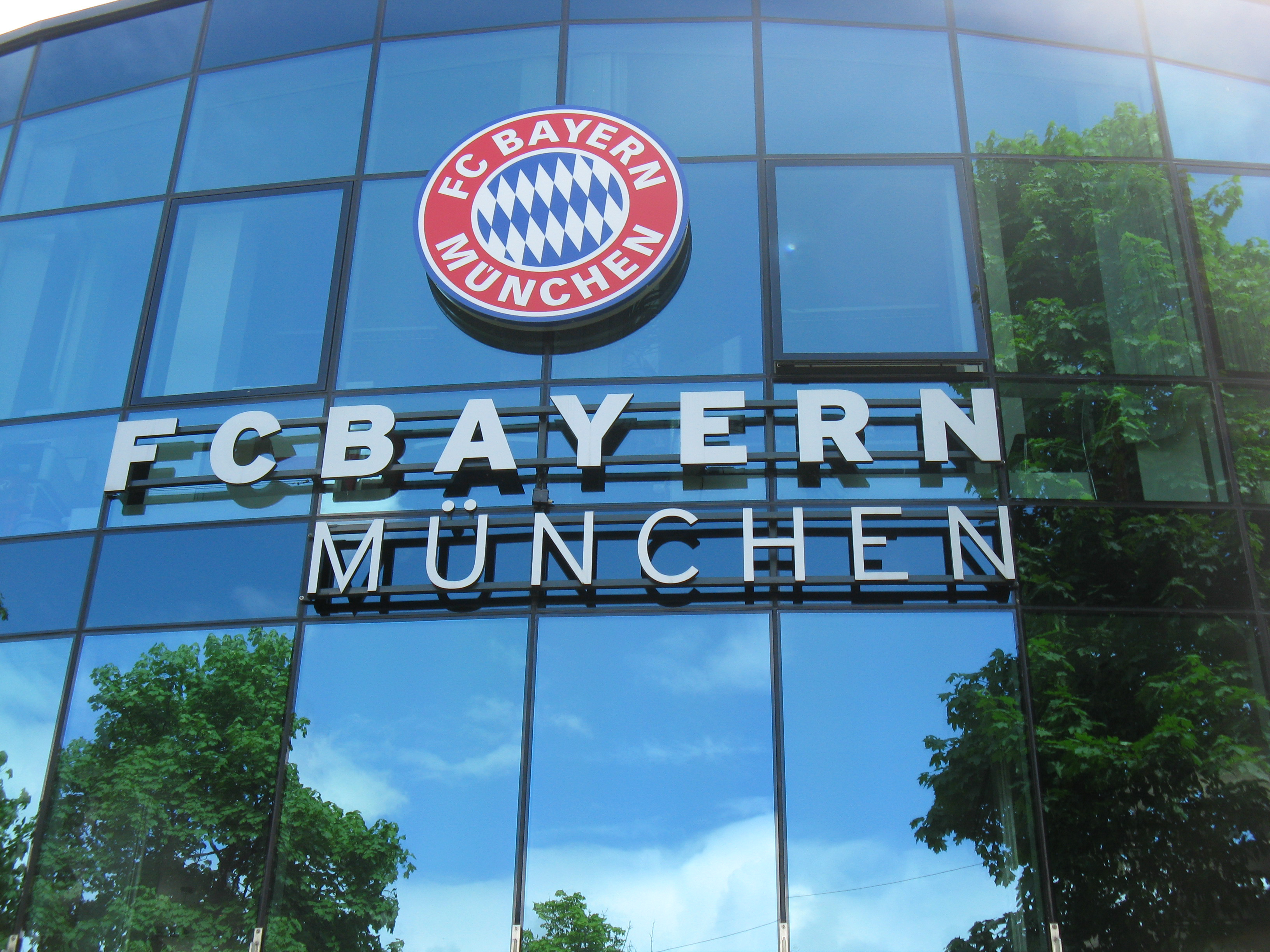
Trụ sở Bayern.

Chỉ 14 tháng sau khi công việc thi công xây dựng bắt đầu, Trung tâm dịch vụ FCB mới đã chính thức mở cửa cho công chúng vào tháng 6 năm 2008. Cơ sở mới tại trụ sở Säbener Strasse cung cấp cho các thành viên, người hâm mộ và khách hàng một loạt các dịch vụ kết nối với câu lạc bộ,
Bề ngoại trụ sợ mới này được thiết kế theo phong cách hiện đại, mặt trước của ServiceCenter này là một khung cảnh được đánh giá rất ấn tượng. Mặt tiền dài 95m này có thiết kế màu đỏ, hợp bằng các mảng kính thủy tinh và phía trên có đính biểu tượng của câu lạc bộ. Bên trong gồm bàn tiếp tân và các bàn phục vụ cho việc quản lý và quầy bán vé của các thành viên, đây được xem là bản sao thu nhỏ của Allianz Arena. Chủ tịch Karl-Heinz Rummenigge nhận xét: "Trung tâm Dịch vụ mới này là biểu tượng của câu lạc bộ, hiện đại và có đầy đủ chức năng với nhu cầu của các nhà tài trợ như là nguồn cảm hứng. Thật vậy, tòa nhà ba tầng mới là điểm tiếp xúc tối tân cho người hâm mộ và khách hàng, cung cấp dịch vụ thân thiện và chuyên nghiệp.
Siêu megastore này rộng 250 m vuông là một nơi thích hợp thật sự cho người hâm mộ trung thành của câu lạc bộ và các siêu sao Ribéry, Schweinsteiger, Lahm với bộ sao chép lịch sử câu lạc bộ, áo sơ mi, mũ và nhiều thứ khác nữa. Bên cạnh đó, dịch vụ du lịch đầy đủ dịch vụ của Bayern Tours phục vụ cho các doanh nghiệp và khách hàng cá nhân, cũng như cung cấp dịch vụ du lịch thể thao và người ủng hộ.
Trung tâm dịch vụ mở cửa hàng ngày từ 8 giờ sáng đến 8 giờ tối theo giờ CET. Bàn tiếp tân là nơi nhân viên thường xuyên làm việc trong những giờ này, nơi có hai nhân viên thân thiện sẵn sàng hỗ trợ khách hàng với nhu cầu của họ, bao gồm cả thời gian cửa hàng và dịch vụ có thể đóng cửa (giờ mở cửa bình thường từ 9 giờ sáng đến 6 giờ chiều). Bãi đậu xe trên mặt đất cung cấp không gian cho 65 xe ô tô và bốn xe buýt.

## Sân tập luyện và khu đào tạo

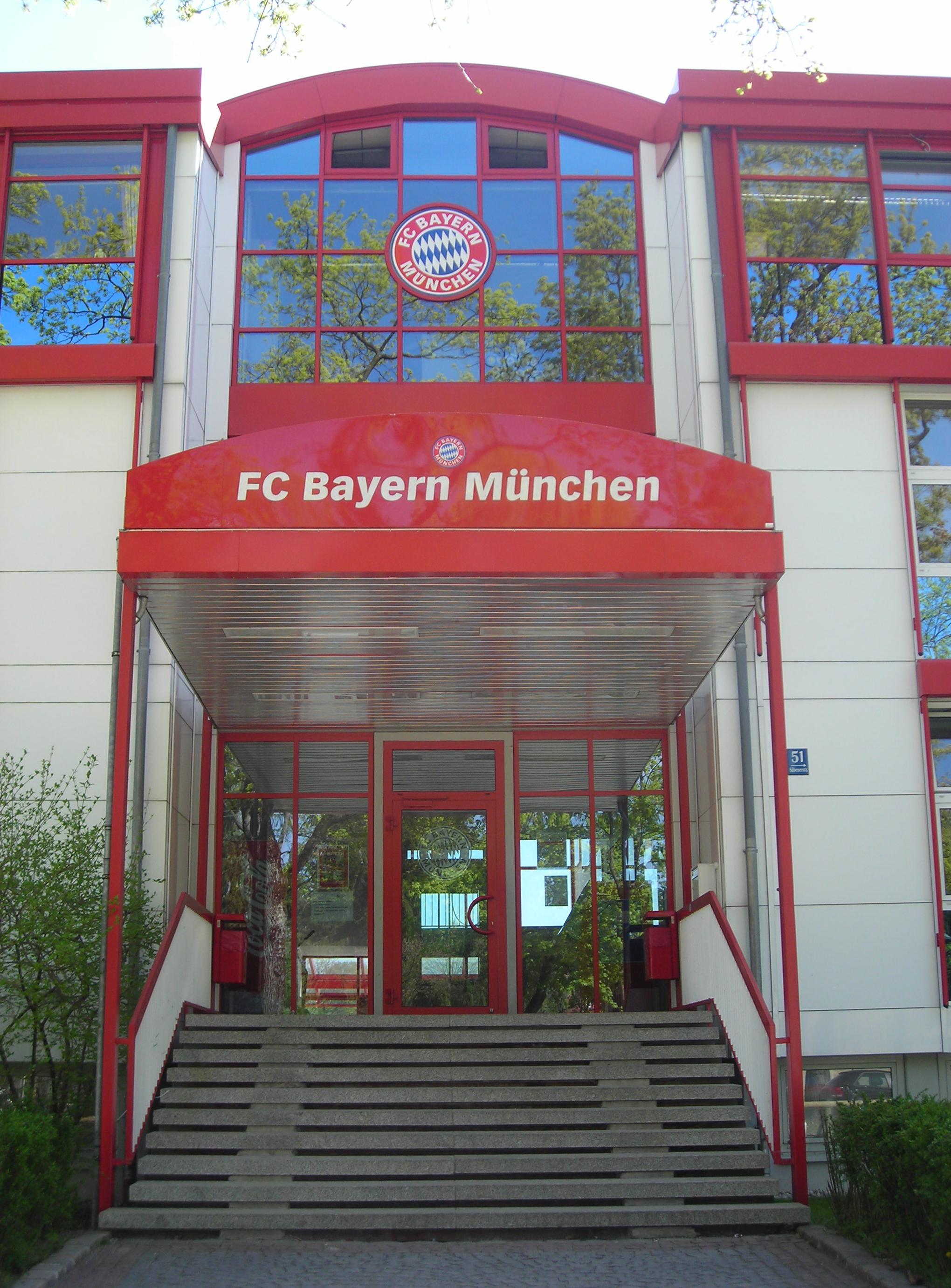
Cổng vào sân tập của Bayern

Các cơ sở đào tạo của Bayern München, cho cả hai đội chuyện nghiệp và đội trẻ đều được đặt tại trụ sở ở München. Nó được coi là một trong những cơ sở đào tạo hiện đại nhất ở châu Âu. Kể từ năm 1949, Bayern sử dụng con đường Sabener để thành lập nơi tập luyện cho các cầu thủ. Năm 1970 việc xây dựng các văn phòng mới và sân tập dưới thời chủ tịch Neudecker bắt đầu. Ngày 17 tháng 5 năm 1971, nơi huấn luyện đã sẵn sàng. Lần đầu tiên trong lịch sử của câu lạc bộ, hai khu văn phòng câu lạc bộ và khu đào tạo đã được thống nhất thành một.
Có bốn sân cỏ, một trong số đó có hệ thống sưởi dưới lớp đất, một sân được thiết kế với bề mặt cỏ nhân tạo và một hội trường thể thao đa chức năng. Sau khi đóng cửa trường học München, Bayern mua các khu đất kế cận khu thể thao Dodds mà trước đây tổ chức bóng đá và sân bóng chày. Một sân cỏ bóng đá mới được thiết kế với mặt cỏ nhân tạo trên nền sân bóng chày trước kia.
Khóa đào tạo của Bayern bắt đầu mở cửa vào năm 1990 và được xây dựng lại sau khi mùa giải 2007-08 dựa trên đề xuất của huấn luyện viên Jürgen Klinsmann, người lấy cảm hứng từ các câu lạc bộ thể thao lớn khác nhau. Năm 2008, khu luyện tập mới này được hoàn thành với diện tích 250 mét vuông, sở hữu một gara đậu xe. Tòa nhà mới có chiều dài 95 mét, rộng 16 mét và cao 10 mét. Các gara đậu xe có sức chứa 270 chỗ đậu xe. Các khu lớn bây giờ gọi là trung tâm hoạt động thể thao bao gồm một phòng mát xa, phòng thay đồ, văn phòng của các huấn luyện viên, và một phòng hội nghị với các cơ sở sàng lọc để phân tích video. Một quán cà phê, một thư viện, một phòng học, và một phòng họp các thành viên.
Tọa lạc tại trụ sở cũng là học viện thanh thiếu niên, sẵn sàng thu nhận các tài năng trẻ đến từ bên trong, ngoài thành phố như một phần của đội trẻ Bayern. Tai đây, họ có thể luyện tập ở đó và phát triển tài năng của họ để sau này trở thành một cầu thủ bóng đá. Cựu thành viên của học viện có thể kể đến như Philipp Lahm, Bastian Schweinsteiger, Thomas Müller, Toni Kroos hay Mats Hummels.
Năm 2006 Bayern mua một khu đất gần sân Allianz Arena với mục đích xây dựng một học viện thanh thiếu niên mới. Trong năm 2015, dự án, ước tính trị giá 70 triệu euro được bắt đầu. Nguyên nhân chính của dự án là các cơ sở hiện tại quá nhỏ và câu lạc bộ cần sự nâng cấp để thành công hơn, tăng khả năng cạnh tranh với các câu lạc bộ của Đức hay các giải Cup châu Âu khác ở cấp độ trẻ. Cơ sở mới dự kiến sẽ mở vào mùa 2017-18.

## Giá trị thương hiệu

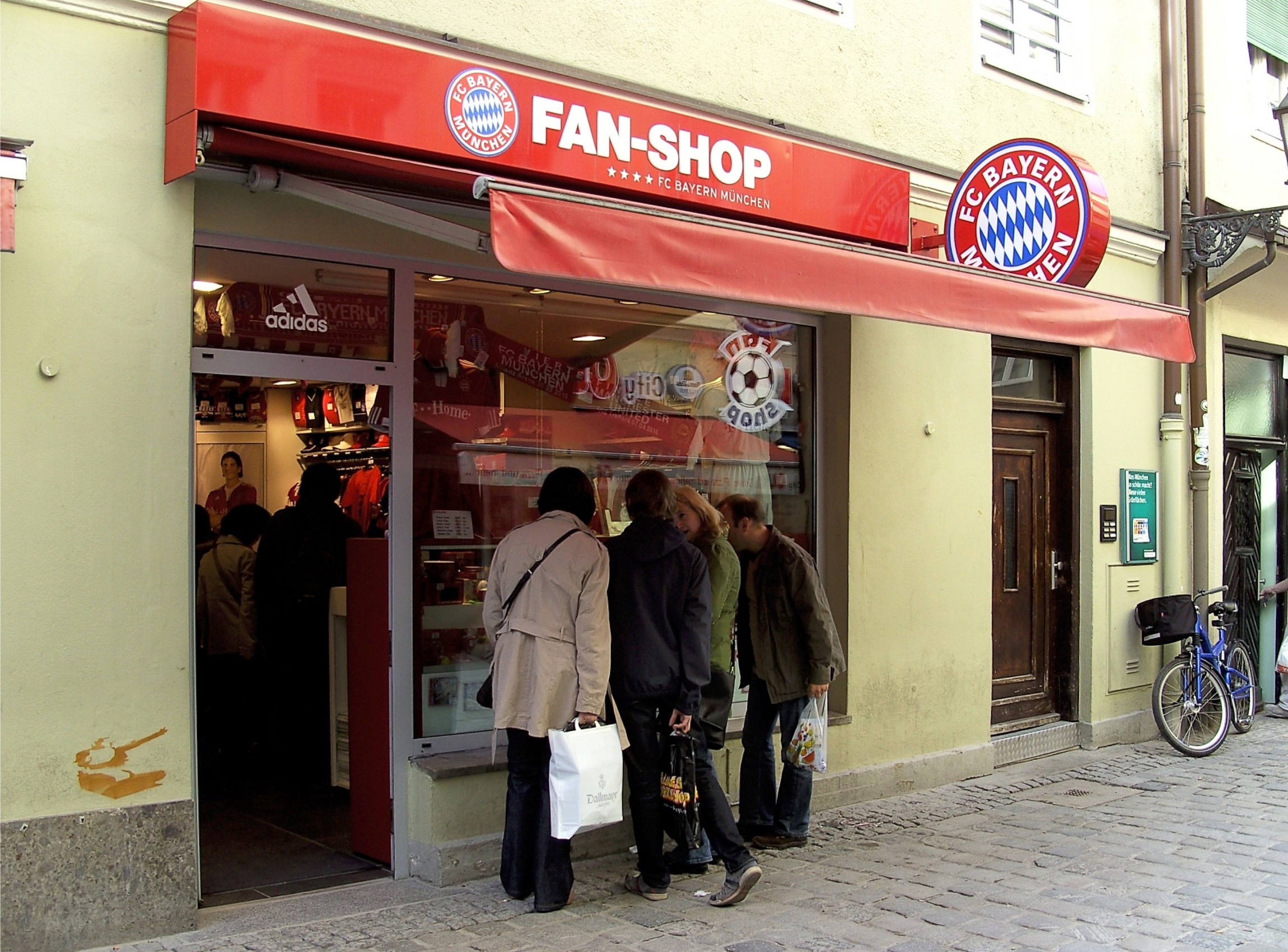
Fanshop Bayern tại München.

Bayern München là một trong những câu lạc bộ có giá trị thương hiệu lớn nhất nước Đức, cũng như trên toàn châu Âu và thế giới. Câu lạc bộ đã có dịp đứng đầu trong bảng xếp hạng các câu lạc bộ bóng đá có thương hiệu lớn nhất thế giới trong hai năm 2013 và 2014.
Năm 2013, Bayern München đã vượt qua một loạt các đội bóng lớn như Manchester United, Barcelona, Real Madrid... để leo lên vị trí số 1 thế giới về giá trị thương hiệu. Theo Brand Finance, sau khi giành chức vô địch Bundesliga cũng như Cúp Quốc gia Đức và giành chiến thắng ở UEFA Champions League sau khi đánh bại một loạt các đội bóng lớn như Arsenal, Juventus, Barcelona và Borussia Dortmund, thương hiệu Bayern München đã tăng lên 668 triệu euro, tăng 9% so với cùng kỳ năm ngoái, qua đó dẫn đầu luôn vị trí số 1 về mặt thương hiệu.
Một năm sau, dù để mất chức vô địch vào tay của Real Madrid tại bán kết Champions League năm 2014, nhưng Bayern vẫn xếp trên về giá trị thương hiệu, đây là năm thứ 2 liên tiếp Hùm Xám làm được điều này. Theo Sport Mail, Bayern München vẫn được đánh giá là đội bóng có thương hiệu đắt giá nhất thế giới trong năm 2014. Bản đánh giá thương hiệu các đội bóng cho biết CLB xứ Bavaria có giá trị hơn 700 triệu euro. Việc giá trị thương hiệu của Bayern München dẫn đầu trong năm 2014 cũng không có gì đáng ngạc nhiên khi trong năm này, đội hình chính của Bayern gồm những tuyển thủ Đức như Manuel Neuer, Philipp Lahm, Thomas Müller hay Mario Götze đã góp công lớn giúp Đội tuyển bóng đá quốc gia Đức đăng quang ngôi vô địch tại Giải bóng đá vô địch thế giới 2014 được diễn ra trên đất Brazil.

## Bản sắc

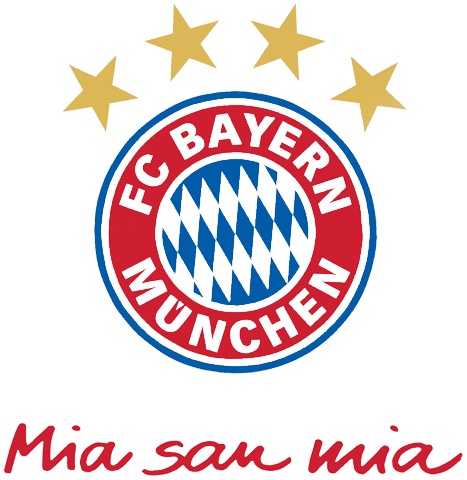
Khẩu hiệu CLB.

Có nhiều yếu tố để Bayern Munich thống trị tuyệt đối ở Bundesliga. Ngoài những nền tảng tài chính vững chắc, với sự chống lưng của nhiều tập đoàn khổng lồ như Adidas, Audi, Volkswagen, những tập đoàn có cổ phần trong CLB. Nhưng điều quan trọng nhất vẫn là việc câu lạc bộ này được xây dựng theo triết lí "Mia San Mia" (chúng tôi là chúng tôi).
Sự thống trị của họ nằm ở sự phát triển mang tính kế thừa được thực hiện bởi những con người có dòng máu Bayern Munich bẩm sinh. Khi bắt đầu vươn lên trở thành một thế lực của Bundesliga ở thập kỷ 70 của thế kỷ trước, tên tuổi Bayern Munich gắn liền với một thế hệ vàng Franz Beckenbauer, Gerd Müller, Uli Hoeneß, Sepp Maier hay Karl-Heinz Rummenigge. Từ khi là cầu thủ đến khi giải nghệ, những con người ấy vẫn đang gắn bó với Bayern Munich. Bộ ba quyền lực Beckenbauer, Hoeneß và Rummenigge đã thay nhau lãnh đạo thượng tầng Bayern Munich trong nhiều năm. Trung vệ huyền thoại Franz Beckenbauer từng có thời điểm làm huấn luyện viên trưởng. Ở cấp độ thấp hơn, Gerd Müller ở tuổi già nua vẫn đang làm công tác huấn luyện tại câu lạc bộ. Còn Sepp Maier cũng chỉ mới chia tay vị trí huấn luyện viên thủ môn vào năm 2008.
Tiền vệ Bastian Schweinsteiger từng nói rằng anh muốn trong vòng 30 năm nữa anh, Philipp Lahm và Thomas Müller sẽ đảm nhiệm công việc tương tự và chủ tịch Uli Hoeneß đã từng lên tiếng ủng hộ ý tưởng của anh trên tờ BILD: "Thật tuyệt vời khi các cầu thủ nghĩ như vậy. Nhưng không chỉ Bastian, Philipp và Thomas, mà cả Manuel Neuer cũng xứng đáng là những nhà lãnh đạo tương lai. Họ có con tim và khối óc dành cho CLB".

## Tổ chức

### Cổ phần

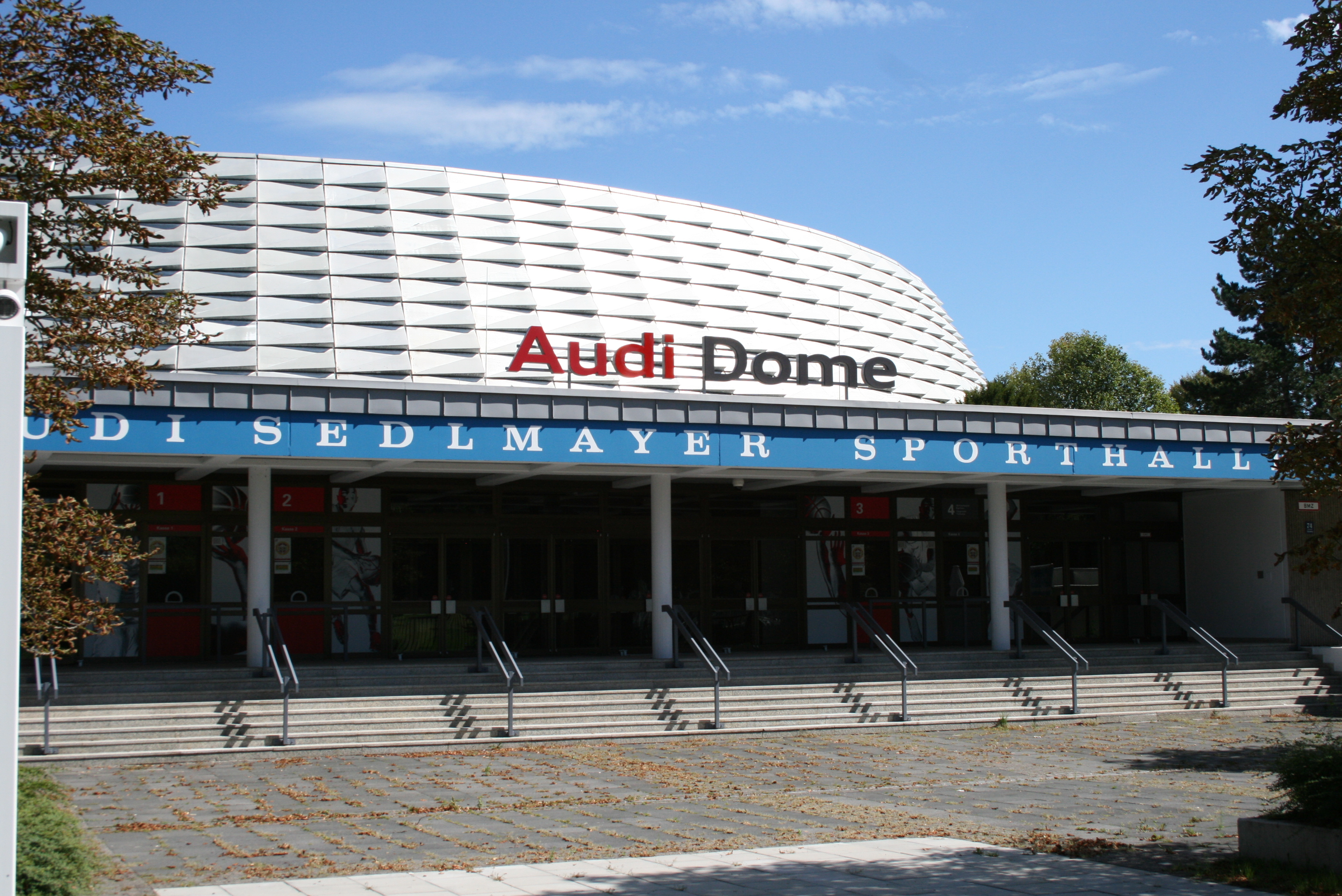
Hãng tài trợ Audi

Đội bóng đá chuyên nghiệp của Bayern được điều hành bởi tổ chức có tên gọi FC Bayern München AG. AG là chữ viết tắt của Aktiengesellschaft (công ty cổ phần), và Bayern được điều hành giống như một công ty cổ phần, nhưng cổ phiếu của công ty không niêm yết và giao dịch trên thị trường chứng khoán mà thuộc về sở hữu tư nhân. 81,82% của FC Bayern München AG được chính câu lạc bộ sở hữu, FC Bayern München e. V. (e. V. là chữ viết tắt của Eingetragener Verein (Hội đoàn đã được đăng ký). Phần còn lại được chia đều cho hai công ty Adidas, và Audi mỗi công ty sở hữu 9,09% số cổ phiếu của Bayern và cũng là những nhà tài trợ lớn cho câu lạc bộ.
Bayern đã bán 18% cổ phần của mình vào các năm 2002 và 2009 cho hai đại tập đoàn của Đức lần lượt là Adidas với 77 triệu euro và Audi với 90 triệu euro, để thu về tổng cộng 167 triệu euro. Sau đó câu lạc bộ góp tiền đó vào việc xây sân bóng Allianz Arena trị giá 346 triệu euro và bán nốt quyền đặt tên cho hãng bảo hiểm Allianz. Phần tiền vay để trả chi phí xây sân được thanh toán qua mọi trận đấu đều bán sạch vé kể từ khi sân bóng khai trương vào năm 2005, và mọi chi phí khoảng nợ nần xây dựng sân bóng đã được thanh toán dứt điểm vào năm 2014, tức hơn 9 năm kể từ khi câu lạc bộ vay nợ và trả trước dự kiến đến 16 năm.

### Hoạt động từ thiện
Câu lạc bộ Bayern đã tham gia nhiều dự án hợp tác với mục đích từ thiện trong một thời gian dài, giúp câu lạc bộ bóng đá khác trong tình trạng hỗn loạn tài chính. Vào năm 2004, đối thủ cạnh tranh trực tiếp ở Bundesliga với Bayern München bây giờ, Borussia Dortmund khi đó đang đứng bên bờ vực phá sản khi làm ăn thua lỗ và quỹ lương không đủ để chi trả cho những hoạt động để duy trì đội bóng. Tuy nhiên, thay vì khoanh tay đứng nhìn đối thủ không đội trời chung của mình lụi tàn, chủ tịch Uli Hoeneß quyết định duyệt chi ngân sách cho đội bóng vùng Ruhr vay một khoản tiền 2 triệu euro để trang trải nợ nần. Ngoài ra, cũng theo tiết lộ của tờ báo Goal, được biết trong quá khứ, "Hùm xám" xứ Bavarian từng giúp đỡ tài chính cho rất nhiều đối thủ, đơn cử như đội bóng 1860 München hay St Pauli và những người bình thường lúc họ khó khăn.
Lúc xảy ra Động đất và sóng thần Ấn Độ Dương năm 2004, quỹ "FC Bayern - Hilfe eV" được thành lập, một nền tảng nhằm mục đích tập trung các cam kết xã hội và hoạt động từ thiện của câu lạc bộ, và khi thành lập Hội này được tài trợ với 600.000 euro, là tiền đóng góp của các quan chức và các cầu thủ của câu lạc bộ. Số tiền này được sử dụng để xây dựng một trường học ở Marathenkerny, Trincomalee, Sri Lanka.

### Cổ động viên

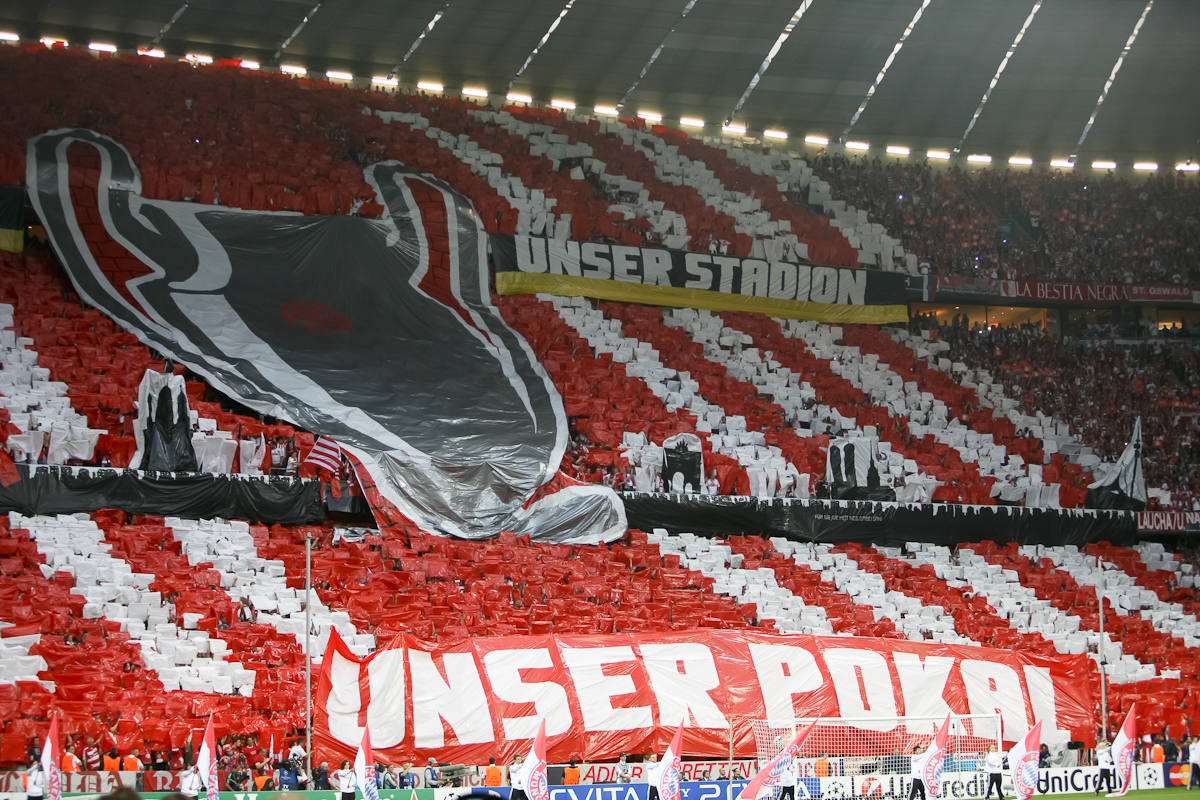
Cổ động viên Bayern trên khán đài.

Bayern München như một câu lạc bộ đại diện quốc gia có 3.202 fan club với tổng số 231.197 thành viên vào năm 2012, điều này khiến Bayern có số lượng fan lớn nhất tại Đức. Do một phần các câu lạc bộ có những người ủng hộ trên khắp đất nước, tất cả các trò chơi của Bayern đã được bán ra trong những năm gần đây. Cổ động viên của họ chủ yếu là từ tầng lớp trung lưu và những người Bavarian trong khu vực. Mặc dù chiếm một tỷ lệ lớn người ủng hộ, họ phải đi một quãng đường hơn 200 km (khoảng 120 dặm) để xem đội nhà thi đấu, mỗi trận đấu sân nhà của câu lạc bộ tại sân Allianz Arena tất cả vé xem hầu như được bán hết. Theo một nghiên cứu của Sport + Markt, Bayern là câu lạc bộ bóng đá đứng thứ năm ở châu Âu với 20,7 triệu người ủng hộ, và là câu lạc bộ bóng đá nổi tiếng nhất ở Đức với 10 triệu người ủng hộ.
Bayern München cũng nổi tiếng với những tổ chức chống cực đoan. Các tổ chức nổi bật nhất là Schickeria München, Inferno Bavaria, Red Munich '89, Südkurve '73, Munichmaniacs 1996. Các ultras của Bayern München đã được công nhận, thống nhất lấy lập trường chống cánh hữu cực đoan, phân biệt chủng tộc và vào năm 2014 nhóm Schickeria München đã nhận được giải thưởng Julius Hirsch của DFB về việc cam kết chống lại nạn phân biệt chủ nghĩa Do Thái.
"Stern des Südens" là bài hát truyền thống của Bayern München, thường được các cổ động viên hát trước khi trận đấu của Bayern được diễn ra trên sân nhà. Ngoài ra, Bayern München cũng là câu lạc bộ yêu thích của những nhân vật nổi tiếng như Đức Giáo hoàng Benedict XVI, võ sĩ quyền Anh người Ukraine Wladimir Klitshko.

## Kình địch

### Trong nước

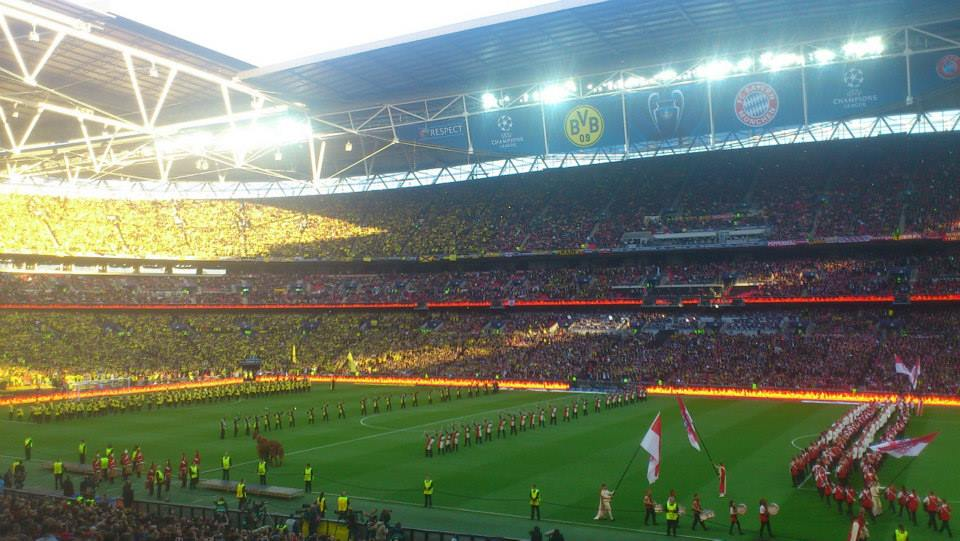
Bayern gặp Dortmund tại trận chung kết UEFA Champions League 2013.

Trong lịch sử, Bayern München có một sự cạnh tranh quyết liệt với Borussia Dortmund tại những trận Der Klassiker. Bayern và Dortmund đã gặp nhau nhiều lần tại giải Bundesliga. Còn tại đấu cúp, đã đối đầu nhau trong trận chung kết DFB-Pokal vào các năm 2008, 2012, và 2014. Việc để thua 2-5 trước Dortmund tại trận chung kết Cúp quốc gia vào năm 2012, đó là trận thua tồi tệ nhất của Bayern trong các trận chung kết. Bayern và Dortmund cũng đã gặp nhau trong DFL-Super trong năm 1989, 2008, 2012, 2013, 2014, 2016, 2017, 2019, 2020, và 2021. Đỉnh cao trong các trận đối đầu là khi Bayern đánh bại Dortmund 2-1 trong trận Chung kết UEFA Champions League 2013.
Bayern là một trong ba câu lạc bộ bóng đá chuyên nghiệp ở München. Đối thủ địa phương của Bayern là TSV 1860 München, một câu lạc bộ thành công hơn trong những năm 1960. Mặc dù có sự cạnh tranh, Bayern đã nhiều lần hỗ trợ TSV 1860 München 1860 trong thời gian hỗn loạn tài chính.
Kể từ những năm 1920, FC Nürnberg đã được xem là đối thủ chính chính và truyền thống của Bayern ở Bavaria. Philipp Lahm nói rằng đá với Nürnberg là một trận cầu "đặc biệt" và với một "bầu không khí nóng bỏng". Cả hai câu lạc bộ chơi trong cùng một giải đấu vào giữa những năm 1920, nhưng trong những năm 1920 và 1930, Nürnberg đã thành công hơn, họ đã vô địch giải năm 1920, trở thành câu lạc bộ có số lần vô địch kỷ lục của Đức lúc ấy. Vài năm sau Bayern đã giành chức vô địch thứ mười của họ trong năm 1987, qua đó vượt qua số lần vô địch của Nürnberg. Các trận đấu giữa Bayern và Nürnberg thường được gọi là Derby Bavarian. Bayern cũng có một sự cạnh tranh mạnh mẽ với 1. FC Kaiserslautern, bắt nguồn vào năm năm 1973, khi Bayern đã thua 7-4 sau khi đã dẫn 4-1.
Từ những năm 1970, các đối thủ chính của Bayern đã nổi lên tại Bundesliga. Năm 1970 này là Borussia Mönchengladbach, trong những năm 1980 là Hamburger SV và năm 1990 Borussia Dortmund, Werder Bremen và Bayer Leverkusen nổi lên như một đối thủ cạnh tranh nhất. Trong những mùa giải gần đây Borussia Dortmund, Schalke 04, và Werder Bremen là những đối thủ chính của Bayern tại Bundesliga.
Khắc tinh của Bayern trong quá khứ là 1. FC Kaiserslautern, đang nắm giữ chuỗi trận thắng trước Bayern hơn 12 năm giai đoạn 1970-1980 và sau này có Borussia Mönchengladbach.

### Châu Âu
Tại châu Âu, những đối thủ của Bayern là Real Madrid, A.C. Milan, và Manchester United do có nhiều trận thắng, hòa và thua kinh điển. Cặp đấu giữa Bayern và Real là cặp đấu kinh điển nhất trong các giải châu Âu hiện hành, mặc dù đã gặp nhau nhiều lần nhưng 2 đội chưa bao giờ đụng nhau ở các trận chung kết.
Trận thắng đậm nhất nhất của Bayern München trên sân của Real Madrid là tại vòng bảng thứ 2 Champions League, khi ấy Bayern đối đầu với Real Madrid vào ngày 29 tháng 2 năm 2000 và kết quả là Bayern thắng 4-2. Sau đó hai đội lại gặp nhau ở bán kết năm đó, dù thắng 2-1 ở lượt về nhưng với trận thua 0-2 ở lượt đi, Bayern đành ngậm ngùi nhìn Real Madrid giành quyền vào chơi trận chung kết và giành chức vô địch. Một năm sau, Bayern München và Real Madrid gặp nhau 1 lần nữa ở bán kết Champions League năm 2001, và Bayern đã phục thù thành công khi thắng Real cả hai lượt với tổng tỷ số 3-1. Các cổ động viên của Bayern thường được Real gọi là "Bestia negra"("Black Beast").
Năm 2007, hai đội cũng gặp nhau ở vòng 1/16 cúp châu Âu, sau hai lượt đi và về, cả hai đội hòa nhau với tổng tỉ số 4-4, nhưng Bayern đi tiếp nhờ luật bàn thắng trên sân khách. Ngoài ra hai đội cũng đã gặp nhau tại bán kết Champions League 2011-12, kết quả là hòa 3-3 sau 2 lượt, trải qua 2 hiệp phụ và loạt sút luân lưu, Bayern đã giành chiến thắng 3-1 để vào trận chung kết. Sau đó, họ lại gặp nhau tại bán kết Champions League 2013-14, ở lượt đi, Real đã giành được thắng lợi bằng pha lập công duy nhất của tiền đạo Karim Benzema, và trận lượt về với 2 cú đúp của Sergio Ramos và Cristiano Ronaldo, Real đã đánh bại Bayern với tỷ số 4-0 ngay tại München, đó cũng là trận thua đậm nhất của Bayern trước Real trên sân Allianz.

## Chuyển nhượng

### Chính sách chuyển nhượng thông minh

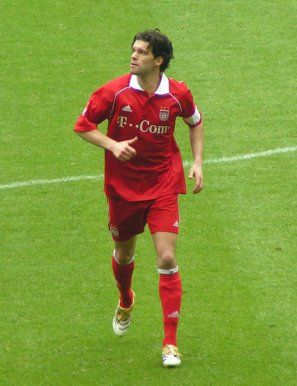
Michael Ballack.

Đằng sau những thành công rực rỡ bây giờ ở giải vô địch quốc gia cũng như cúp châu Âu, Bayern München cũng có một chính sách chuyển nhượng thông minh, họ luôn ưu tiên đưa về một cầu thủ chơi bóng tại Đức, đang có phong độ cao tại câu lạc bộ và am hiểu bóng đá Đức chủ yếu tăng cường sức mạnh và làm suy yếu đối thủ cạnh tranh. Trong quá khứ cũng có những vụ chuyển nhượng đình đám như vậy, mùa giải 1983-1984 câu lạc bộ Borussia Mönchengladbach đã suýt chút nữa giành được chiếc đĩa bạc thứ 6 trong lịch sử, người dẫn dắt lối chơi khi ấy là tiền vệ 23 tuổi, Lothar Matthäus. Trước trận chung kết cúp quốc gia năm ấy với chính Bayern, các CĐV của M'gladbach đã nhận một tin sốc rằng Matthäus sẽ chuyển sang chơi bóng tại München với mức giá kỷ lục khi đó 2,5 triệu D-mark. Sự việc càng trở nên phức tạp khi Bayern giành được cúp quốc gia sau loạt luân lưu khi mà chính Matthäus là người đá hỏng.
Vài năm sau, Stefan Effenberg tiếp tục là một trường hợp nữa mà Bayern München rút ruột từ M'gladbach. Đáng chú ý, CLB xứ Bavaria đã có tới 2 lần kéo tiền vệ này khỏi M'gladbach, đây được xem là một thương vụ chuyển nhượng kỳ lạ. Lần đầu tiên là vào năm 1990, nhưng khi ấy Effenberg lại không thành công tại München như dự kiến, 2 năm sau anh rời đầu quân cho Fiorentina. Sau đó chính M'gladbach là đội bóng đã đưa ngôi sao đầy cá tính này trở lại nước Đức vào năm 1994. Ở đội bóng cũ, Effenberg đã tỏa sáng rực rỡ. Để rồi nhờ tài thương thuyết của Karl-Heinz Rummenigge, tiền vệ này đã bất ngờ đồng ý gia nhập Bayern München lần thứ 2 trong sự nghiệp và sau đó Effenberg trở thành một trong số những đội trưởng vĩ đại của CLB xứ Bavaria.

Huyền thoại Oliver Kahn cũng là một "tác phẩm" chuyển nhượng của câu lạc bộ. Với màn trình diễn xuất sắc của Oliver Kahn trong màu áo Karlsruhe ở mùa bóng 1993-1994 đã khiến BLĐ Bayern München chi tới 4,6 triệu D-mark (kỷ lục với 1 thủ môn ở thời điểm bấy giờ) để đưa anh này về sân Olympic. Ở môi trường mới, Kahn bước vươn lên trở thành một trong những thủ môn xuất sắc và vĩ đại nhất trong làng bóng đá thế giới.

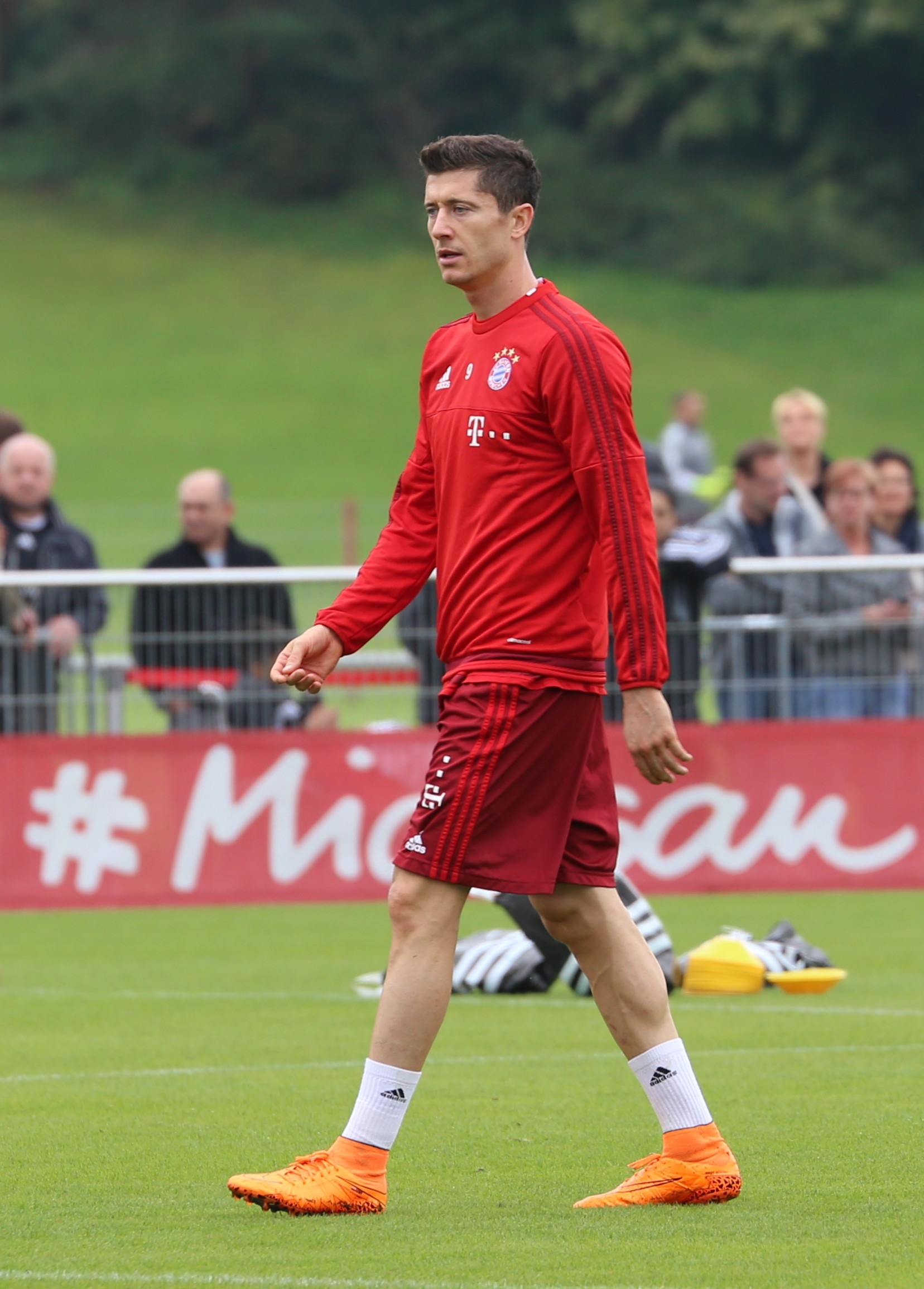
Robert Lewandowski.

Đầu những năm 2000, Bayer Leverkusen nổi lên như là một đối thủ đáng gờm của Bayern tại giải Bundesliga, họ còn lọt vào đến trận chung kết Champions League mùa 2001-2002. Thành công của Leverkusen chẳng kéo dài được lâu, khi Bayern München mạnh tay đổ tiền ra để chiêu mộ các ngôi sao của đối thủ này. Ở mùa Hè năm 2002, Bayern München đã chiêu mộ thành công 2 linh hồn ở tuyến giữa của Leverkusen là Michael Ballack và Zé Roberto. Hai năm sau đó, họ mua nốt hậu vệ Lúcio từ Bayer Leverkusen. Dĩ nhiên, trong khi bộ ba này đều trở thành những trụ cột của Bayern München, thì Leverkusen đã suy yếu rõ rệt.
Từ năm 2004-2007, câu lạc bộ Werder Bremen trở thành đối thủ cạnh tranh chức vô địch Bundesliga cùng với Hùm Xám. Mùa giải 2004-05 họ xếp vị trí thứ 3, mùa giải 2005-06 về nhì khi xếp sau chính Bayern với 5 điểm ít hơn, và mùa giải 2006-07, thậm chí Werder Bremen còn xếp trên Bayern München với vị trí thứ 3 chung cuộc, trong khi Bayern là vị trí thứ 4. Thành tích trong ba mùa giải ấy có sự đóng góp lớn của trung phong đội tuyển Đức, tiền đạo Miroslav Klose, cầu thủ sở hữu danh hiệu Chiếc giày vàng World Cup 2006 đồng thời cũng là Vua phá lưới Bundesliga năm 2006 với 25 bàn thắng. Với hiệu suất ghi bàn đáng kinh ngạc, Miroslav Klose đã lọt vào mắt xanh của Hùm Xám xứ Bavaria. Vào năm 2007, Bayern München đã quyết định chi ra số tiền 15 triệu euro giải phóng hợp đồng, đem Vua phá lưới World Cup 2006 về sân Allianz Arena.

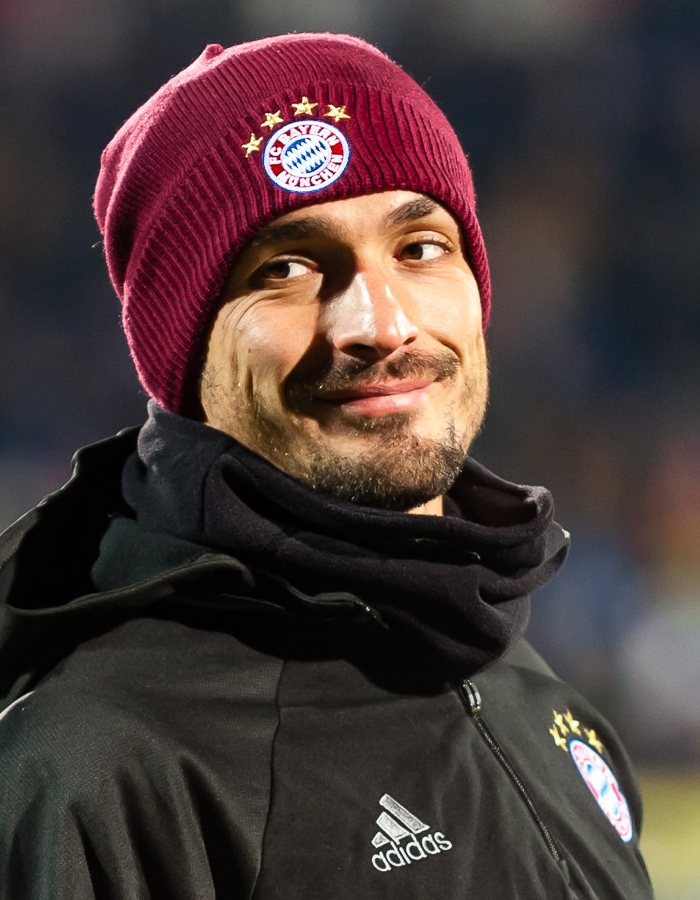
Mats Hummels.

Giai đoạn 2010 đến nay, Borussia Dortmund nổi lên như một ứng cử viên cạnh tranh chức vô địch với đội bóng xứ Bavaria. Sau hai mùa giải liên tiếp phải xếp sau đội bóng vàng đen thì vào năm 2013, ngay trước thềm trận Chung kết UEFA Champions League với chính Dortmund, ngay khi nhìn thấy khe hở trong bản hợp đồng, Bayern München đã gây sốc khi bỏ ra 37 triệu euro, số tiền đủ để giải phóng hợp đồng để lấy đi ngôi sao tuyến giữa hay nhất Dortmund lúc đó, tiền vệ Mario Götze. Đây là một thương vụ giống hết như thương vụ của Lothar Matthäus. Ảnh hưởng của Bayern lại tiếp tục đến với Dortmund khi mùa hè 1 năm sau đó, tiền đạo Robert Lewandowski đã quyết định không gia hạn hợp đồng với đội bóng vùng Ruhr, và sau đó Bayern München đã nhanh chóng ký hợp đồng và sở hữu tiền đạo ghi bàn xuất sắc Bundesliga mà chẳng tốn một xu nào. Không dừng lại ở đó, sau trận chung kết Cúp bóng đá Đức năm 2016, ban lãnh đạo Bayern München đã thông báo họ đã có được sự phục vụ của trung vệ đội trưởng bên phía Dortmund, Mats Hummels với mức phí chuyển nhượng 38 triệu euro, cao thứ 2 trong lịch sử CLB. Như vậy trong vòng 2 năm, Bayern München đã sở hữu đến 3 ngôi sao đã từng giúp Dortmund lên ngôi vô địch vào năm 2011 và 2012.
Vào tháng 1 năm 2017, trang chủ của Bayern Munich đã chính thức đăng thông báo rằng đội bóng xứ Bavaria đã có 2 tân binh cho mùa giải tiếp theo. Đó là Niklas Süle và Sebastian Rudy của Hoffenheim. Đây có thể xem là một thương vụ hút máu kép khi cả hai cầu thủ này hiện đang là nhân tố quan trọng giúp Hoffenheim thi đấu thăng hoa và lọt vào Top 4 của Bundesliga mùa giải 2016-17. Bayern Munich đã trả 20 triệu euro và lấy đi Niklas Süle vốn trụ cột của hàng thủ Hoffenheim và cầu thủ mang băng đội trưởng của họ, Sebastian Rudy.
Hiện nay, Bayern vẫn đang thống trị bóng đá Đức, thành phần nóng cốt của họ cũng từng là trụ cột của những đối thủ cạnh tranh ở Bundesliga như thủ thành Manuel Neuer từ Schalke 04, 3 cầu thủ Mario Götze, Mats Hummels và Robert Lewandowski đến từ Dortmund. Gần đây, một đối thủ cạnh tranh khác mới nổi ở Bundesliga, RB Leipzig, sau khi về nhì ở Bundesliga 2020-21 cũng đã để mất 2 trụ cột là Marcel Sabitzer, Dayot Upamecano và cả HLV Julian Nagelsmann vào tay Hùm xám Bavaria.

### Mua sắm thông minh và giải quyết nhanh gọn
Ngoài những thương vụ hút máu các câu lạc bộ cạnh tranh tại Bundesliga, Bayern Munich còn nổi tiếng với chính sách chuyển nhượng thông minh khác đối với những câu lạc bộ nước ngoài. Có thể kể đến thương vụ gần nhất là vụ sở hữu tiền vệ đa năng người Colombia, James Rodríguez. Mặc cho các câu lạc bộ đến từ nước Anh như Chelsea, Manchester United, Liverpool hay gã nhà giàu nước Pháp là Paris Saint-Germain lần lướt chào đón, nhưng James Rodríguez bất ngờ kí hợp đồng với Bayern. Điều đáng nói ở đây là trong khi các đội bóng tên tuổi trên sẵn sàng bỏ ra đến 75 triệu euro theo bên phía Real Madrid yêu cầu, tuy nhiên Bayern lại là đội dành chiến thắng khi thuyết phục được đội bóng Tây Ban Nha để cầu thủ của mình gia nhập đội bóng cùng bản hợp đồng cho mượn 2 năm với mức phí 10 triệu euro và điều khoản mua đứt trị giá 35,2 triệu euro. Trong trường hợp Bayern quyết định mua đứt sau 2 năm được cho mượn, thì tổng chi phí cho vụ sở hữu James chỉ là 45,2 triệu euro, một con số khá thấp so với lời đề nghị của các đội bóng nói trên. Không chỉ trong vấn đề chiến lược, vụ mua James Rodríguez còn mang lại cho Bayern nhiều giá trị thương mại. Số lượng áo đấu của James trong năm 2016 đã được bán ra là 1,2 triệu chiếc, nhiều thứ 2 trên thế giới chỉ sau tiền đạo Lionel Messi và vượt hơn cả Cristiano Ronaldo. Và ngay sau khi ký hợp đồng chỉ một ngày, số lượng áo đấu của Bayern Munich có in tên anh cùng số áo 11 tại các fanshop của câu lạc bộ đã được bán hết. Ngoài ra lượng follow tài khoản Twitter của James là 12,7 triệu, trong khi Bayern chỉ là 3,7 triệu người. Khi cầu thủ tài hoa người Colombia này khoác lên mình chiếc áo đỏ của đội bóng, Bayern chắc chắn sẽ thu hút được thêm nhiều người hâm mộ trên thế giới, nhất là tại Colombia, quê nhà của tiền vệ này.
Vụ mua tiền vệ James Rodriguez cũng là một trong những phong cách chuyển nhượng của Bayern. Không ồn ào kéo dài hàng tháng, và luôn tạo ra sự bất ngờ cho người hâm mộ và nếu cầu thủ đó thực sự cần thiết để lấp đầy điểm yếu, câu lạc bộ xứ Bavaria sẽ đáp ứng ngay mức phí chuyển nhượng như yêu cầu của bên bán mà chẳng thèm đàm phán để thống nhất giá chuyện nhượng có lợi cho bên mình. Việc mua James Rodriguez trước đó cũng vậy, danh sách các câu lạc bộ theo đuổi mạnh mẽ nhất chưa hề có tên câu lạc bộ đến từ Munich. Và Bayern một lần nữa cho thấy phong cách chuyển nhượng chớp nhoáng của họ. James Rodríguez được cho là sẽ gia nhập Manchester United bởi câu lạc bộ nước Anh đã theo đuổi tiền vệ này suốt cả mùa hè và trong khi đó tin đồn James sang Đức chỉ mới xuất hiện, nhưng cuối cùng sau đó Bayern đã sở hữu tiền vệ này. Nhắc đến vụ chuyển nhượng nhanh gọn của Bayern Munich trước các đại gia, người ta lại nhắc đến ngay việc Bayern đã 2 lần cướp trắng trợn cầu thủ trước mũi Manchester United mà tưởng chừng như họ sắp chuyển nhượng thành công. Mùa Hè 2013, đội chủ sân Old Trafford, Manchester United đã tiến rất gần đến việc sở hữu Thiago Alcântara. Nhiều thông tin khi đó khẳng định rằng, Barcelona và Thiago đều đã đồng ý tất cả các điều khoản chuyển nhượng của Man United. Thế nhưng, Bayern đã nhảy vào trong những phút cuối. Bayern còn chẳng thèm mặc cả cái giá Barca đưa ra, cộng thêm mối quan hệ tốt đẹp giữa huấn luyện viên khi ấy của Bayern là Pep Guardiola và Thiago, họ đã mang cầu thủ người Tây Ban Nha về sân Allianz Arena trong sự cay đắng của đội bóng nước Anh. Ba năm sau, vào mùa hè 2016, Bayern lại một lần nữa khiến Manchester United mất đi một món hàng quý giá. Khi mùa giải còn chưa kết thúc, họ bất ngờ công bố bản hợp đồng với tài năng trẻ Renato Sanches từ Benfica. Điều đáng nói, cái tên Sanches đã được liên kết với đội bóng Manchester kể từ kì chuyển nhượng mùa Đông năm đó. Thế nhưng kết cuộc cuối cùng Bayern lại là đội bóng sở hữu tiền vệ người Bồ Đào Nha.
Top 10 vụ "hút máu" đình đám của Bayern tại Bundesliga

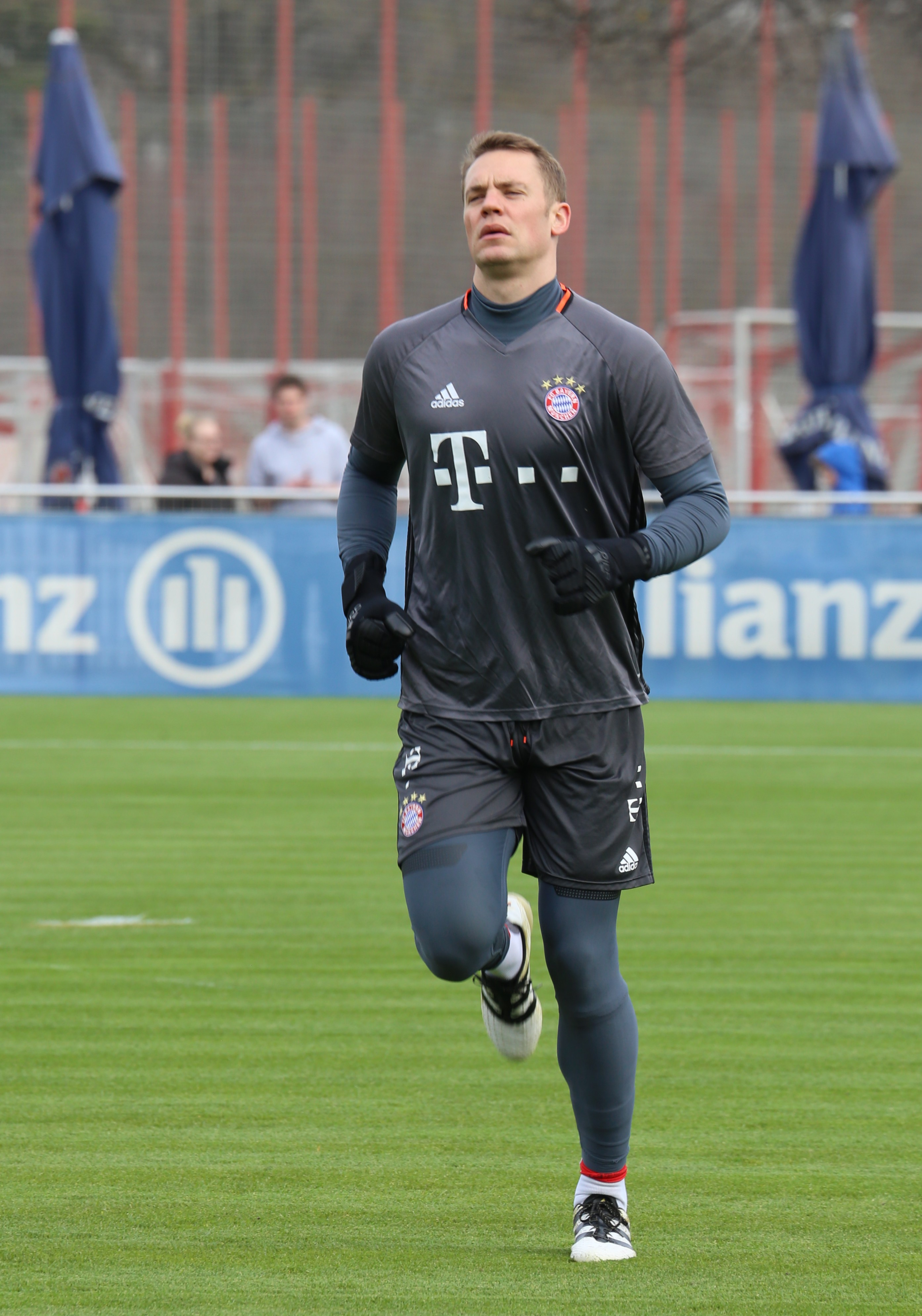
Manuel Neuer.

| #  | Cầu thủ            | Chi phí     | Từ                | Thời gian |
| -- | ------------------ | ----------- | ----------------- | --------- |
| 1  | Mats Hummels       | €38,000,000 | Borussia Dortmund | 2016      |
| 2  | Robert Lewandowski | Miễn phí    | Borussia Dortmund | 2014      |
| 3  | Mario Götze        | €37,000,000 | Borussia Dortmund | 2013      |
| 4  | Manuel Neuer       | €22,000,000 | Schalke 04        | 2011      |
| 5  | Mario Gómez        | €35,000,000 | VfB Stuttgart     | 2009      |
| 6  | Miroslav Klose     | €15,000,000 | Werder Bremen     | 2007      |
| 7  | Lukas Podolski     | €10,000,000 | FC Köln           | 2006      |
| 8  | Lúcio              | €12,000,000 | Bayer Leverkusen  | 2004      |
| 9  | Torsten Frings     | €9,000,000  | Borussia Dortmund | 2004      |
| 10 | Michael Ballack    | €6,000,000  | Bayer Leverkusen  | 2002      |

### Kỷ lục chuyển nhượng

#### Kỷ lục mua

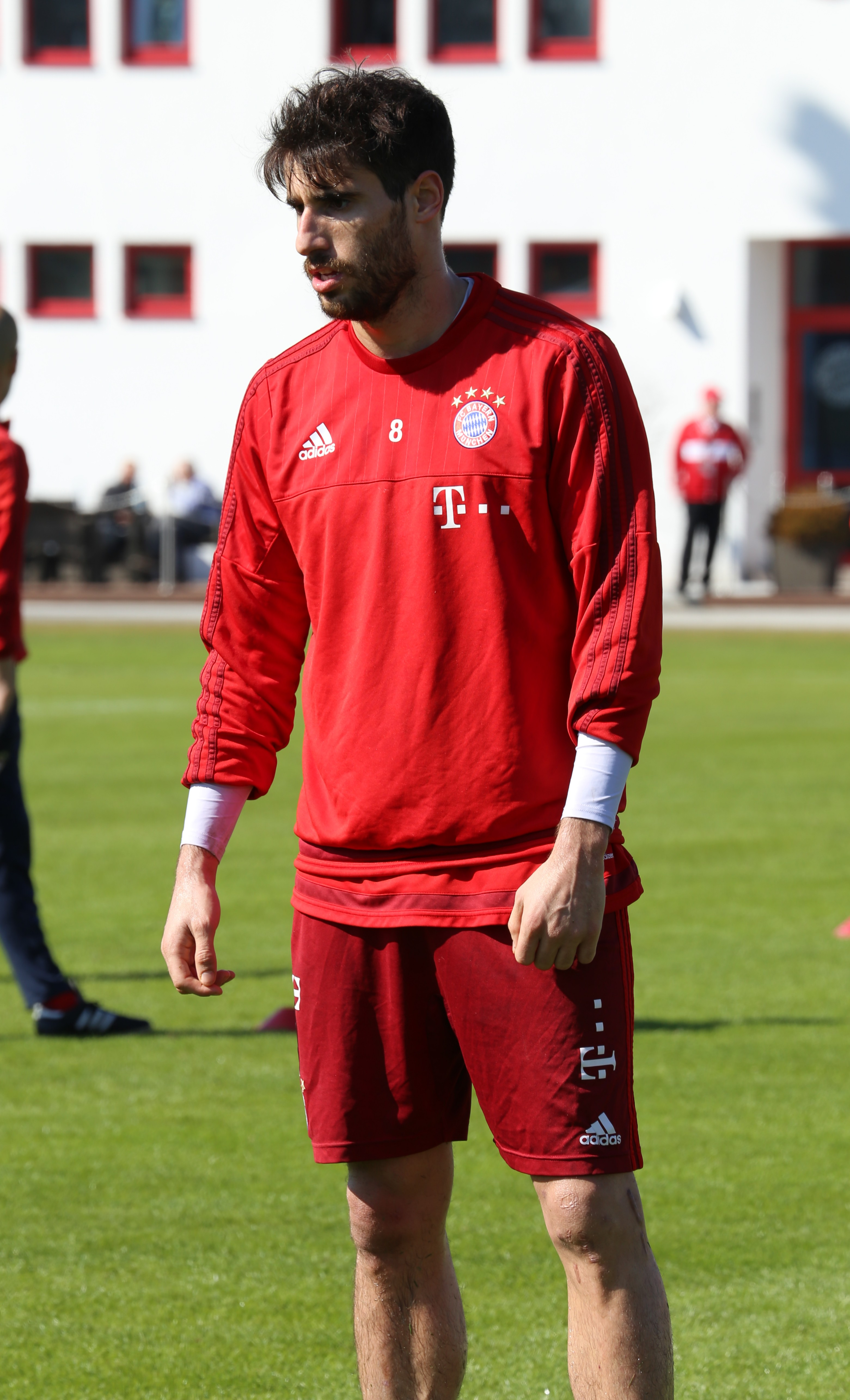
Javi Martínez.

| #  | Cầu thủ          | Chi phí     | Từ                 | Thời gian |
| -- | ---------------- | ----------- | ------------------ | --------- |
| 1  | Harry Kane       | €95,000,000 | Tottenham Hotspur  | 2023      |
| 2  | Lucas Hernandez  | €80,000,000 | Atlético Madrid    | 2019      |
| 3  | Dayot Upamecano  | €42,500,000 | RB Leipzig         | 2021      |
| 4  | Corentin Tolisso | €41,500,000 | Olympique Lyonnais | 2017      |
| 5  | Javi Martínez    | €40,000,000 | Athletic Bilbao    | 2012      |
| 6  | Mats Hummels     | €38,000,000 | Borussia Dortmund  | 2016      |
| 7  | Mario Götze      | €37,000,000 | Borussia Dortmund  | 2013      |
| 7  | Arturo Vidal     | €37,000,000 | Juventus           | 2015      |
| 9  | Mario Gómez      | €35,000,000 | VfB Stuttgart      | 2009      |
| 9  | Renato Sanches   | €35,000,000 | Benfica            | 2016      |
| 11 | Douglas Costa    | €30,000,000 | Shakhtar Donetsk   | 2015      |
| 11 | Manuel Neuer     | €30,000,000 | Schalke 04         | 2011      |

#### Kỷ lục bán

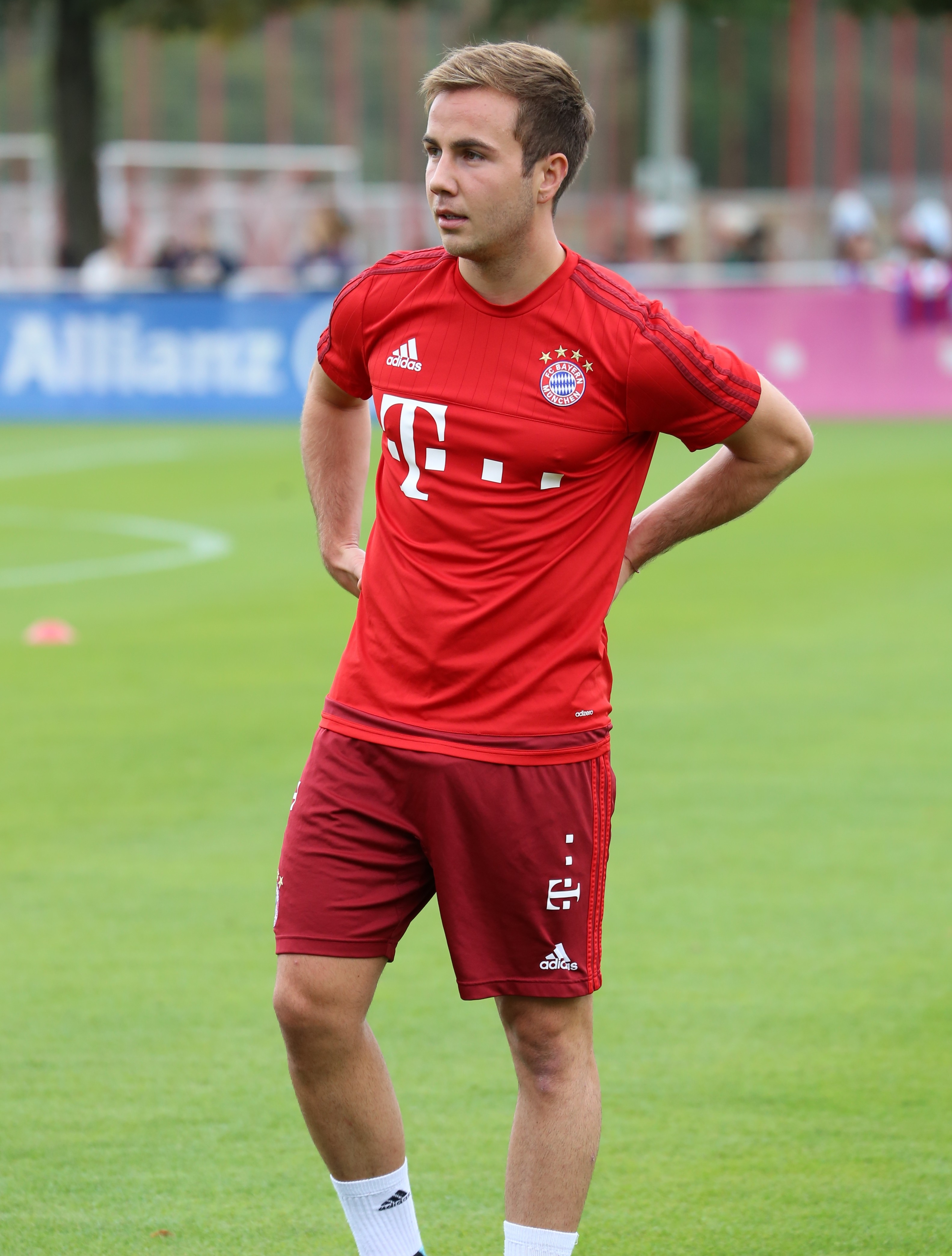
Mario Götze.

| #  | Cầu thủ                | Chi phí     | Đến               | Thời gian |
| -- | ---------------------- | ----------- | ----------------- | --------- |
| 1  | Mario Götze            | €26,000,000 | Borussia Dortmund | 2016      |
| 2  | Toni Kroos             | €25,000,000 | Real Madrid       | 2014      |
| 3  | Mario Mandžukić        | €22,000,000 | Atlético Madrid   | 2014      |
| 4  | Owen Hargreaves        | €21,000,000 | Manchester United | 2007      |
| 5  | Mario Gómez            | €20,000,000 | Fiorentina        | 2013      |
| 6  | Luiz Gustavo           | €16,000,000 | Wolfsburg         | 2013      |
| 7  | Xherdan Shaqiri        | €15,000,000 | Inter Milan       | 2015      |
| 8  | Pierre-Emile Højbjerg  | €15,000,000 | Southampton       | 2016      |
| 9  | Sebastian Rode         | €14,000,000 | Borussia Dortmund | 2016      |
| 10 | Bastian Schweinsteiger | €10,000,000 | Manchester United | 2015      |

## Thống kê
Chữ đậm chỉ cầu thủ hiện đang thi đấu cho câu lạc bộ.

### Top 10 cầu thủ ghi bàn nhiều nhất
| Hạng | Cầu thủ               | Năm       | Bàn thắng |
| ---- | --------------------- | --------- | --------- |
| 1    | Gerd Müller           | 1964–1979 | 563       |
| 2    | Robert Lewandowski    | 2014–2022 | 344       |
| 3    | Thomas Müller         | 2008–nay  | 227       |
| 4    | Karl-Heinz Rummenigge | 1974–1984 | 217       |
| 5    | Rainer Ohlhauser      | 1961–1970 | 215       |
| 6    | Roland Wohlfarth      | 1984–1993 | 155       |
| 7    | Dieter Hoeneß         | 1979–1987 | 145       |
| 8    | Arjen Robben          | 2009–2019 | 144       |
| 9    | Giovane Élber         | 1997–2003 | 139       |
| 10   | Dieter Brenninger     | 1962–1971 | 132       |

### Top 10 cầu thủ ra sân nhiều nhất
| Hạng | Cầu thủ                  | Năm       | Trận ra sân |
| ---- | ------------------------ | --------- | ----------- |
| 1    | Sepp Maier               | 1962–1980 | 700         |
| 2    | Oliver Kahn              | 1994–2008 | 632         |
| 3    | Thomas Müller            | 2008–nay  | 626         |
| 4    | Gerd Müller              | 1964–1979 | 605         |
| 5    | Franz Beckenbauer        | 1964–1977 | 582         |
| 6    | Hans-Georg Schwarzenbeck | 1966–1981 | 554         |
| 7    | Klaus Augenthaler        | 1976–1991 | 545         |
| 8    | Philipp Lahm             | 2002–2017 | 517         |
| 9    | Bernd Dürnberger         | 1972–1985 | 505         |
| 10   | Bastian Schweinsteiger   | 2002–2015 | 500         |

## Thành tích

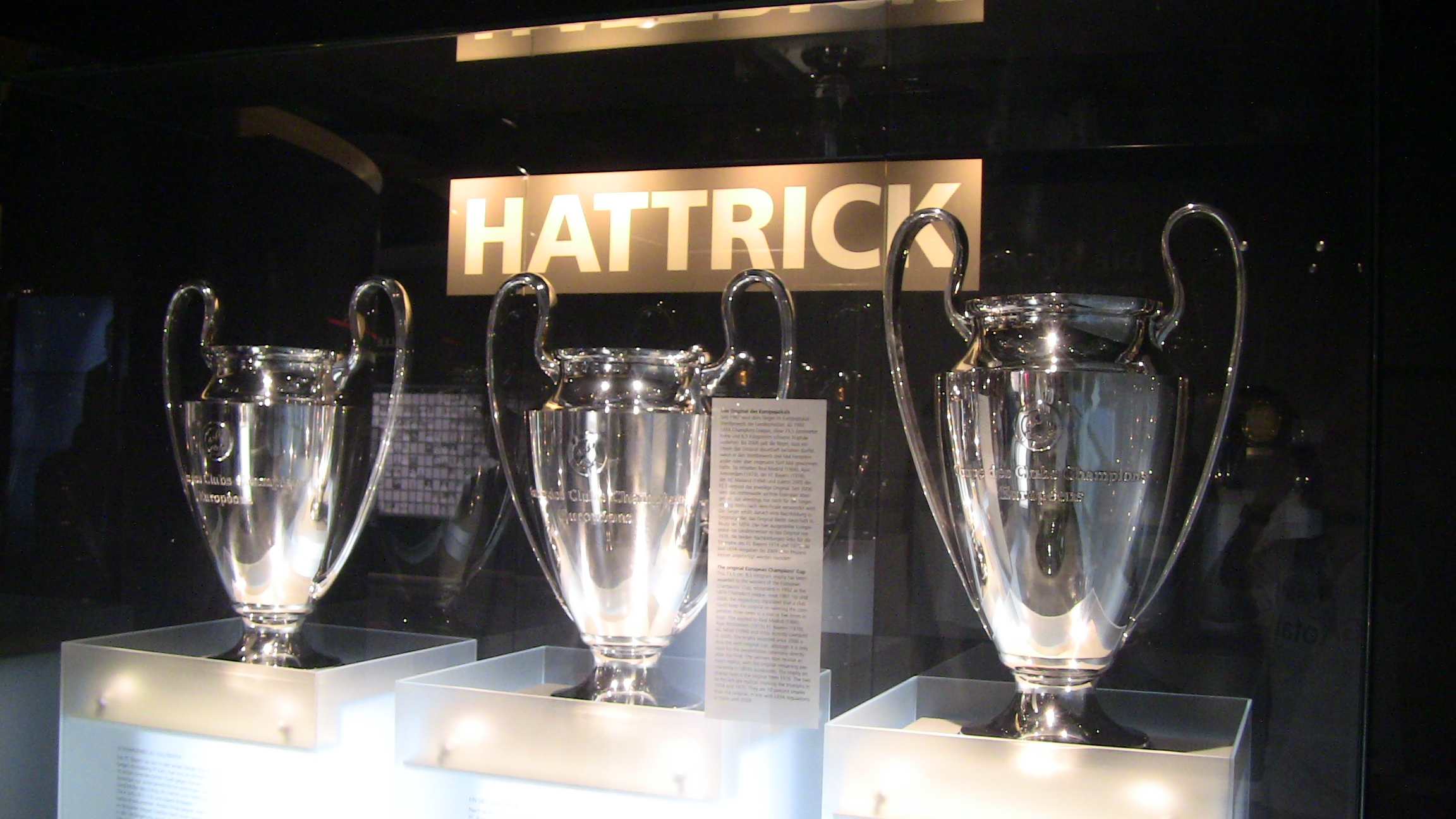
Ba chiếc cúp vô địch Cúp C1 châu Âu liên tiếp của FC Bayern München từ 1974 đến 1976

Bayern là câu lạc bộ giàu thành tích nhất trong lịch sử bóng đá Đức khi họ đã giành được nhiều chức vô địch quốc gia và cúp quốc gia nhất. Họ cũng là đội bóng Đức thành công nhất ở đấu trường quốc tế với 14 chức vô địch. Bayern là một trong năm câu lạc bộ vô địch cả ba giải đấu châu Âu lớn, đồng thời cũng là câu lạc bộ vô địch Cúp C1 châu Âu ba lần liên tiếp (1974–76), giúp họ được quyền mang mác áo của đội nhiều lần giành chức vô địch trong các trận đấu Champions League.

### Trong nước
- Vô địch nước Đức / Bundesliga
  - Vô địch: (34 lần) 1932, 1968–69, 1971–72, 1972–73, 1973–74, 1979–80, 1980–81, 1984–85, 1985–86, 1986–87, 1988–89, 1989–90, 1993–94, 1996–97, 1998–99, 1999–2000, 2000–01, 2002–03, 2004–05, 2005–06, 2007–08, 2009–10, 2012–13, 2013–14, 2014–15, 2015–16, 2016–17, 2017–18, 2018–19, 2019–20, 2020–21, 2021–22, 2022–23, 2024–25 (kỷ lục)
- Cúp bóng đá Đức
  - Vô địch: (20 lần) 1956–57, 1965–66, 1966–67, 1968–69, 1970–71, 1981–82, 1983–84, 1985–86, 1997–98, 1999–2000, 2002–03, 2004–05, 2005–06, 2007–08, 2009–10, 2012–13, 2013–14, 2015–16, 2018–19, 2019–20 (kỷ lục)
- Siêu cúp bóng đá Đức
  - Vô địch: (11 lần) 1987, 1990, 2010, 2012, 2016, 2017, 2018, 2020, 2021, 2022, 2025 (kỷ lục)
- Cúp Liên đoàn bóng đá Đức
  - Vô địch: (6 lần) 1997, 1998, 1999, 2000, 2004, 2007 (kỷ lục)

### Châu Âu
- UEFA Champions League / Cúp C1 châu Âu
  - Vô địch: (6 lần) 1973–74, 1974–75, 1975–76, 2000–01, 2012–13, 2019–20
- UEFA Europa League / Cúp UEFA
  - Vô địch: (1 lần) 1995–96
- UEFA Cup Winners' Cup
  - Vô địch: (1 lần) 1966–67
- UEFA Super Cup
  - Vô địch: (2 lần) 2013, 2020

### Quốc tế
- Intercontinental Cup
  - Vô địch: (2 lần) 1976, 2001
- FIFA Club World Cup
  - Vô địch: (2 lần) 2013, 2020

### Cú ăn ba
Bayern Munich đã hoàn thành tất cả các cú ăn ba có sẵn (cú ăn ba theo mùa, cú ăn ba trong nước và cú ăn ba châu Âu).
- Cú ăn ba theo mùa (Bundesliga, DFB-Pokal, UEFA Champions League): 2012–13, 2019–20
- Cú ăn ba châu Âu (UEFA Cup Winners' Cup, European Cup, UEFA Cup):1966–67 European Cup Winners' Cup, 1973–74 European Cup, 1995–96 UEFA Cup
- Cú ăn ba trong nước (Bundesliga, DFB-Pokal, DFL-Ligapokal): 1999–2000

### Cú ăn sáu
Trong mỗi năm dương lịch, Bayern Munich chỉ có 6 chiếc cúp dành cho họ. Một bộ sáu bao gồm việc giành chiến thắng cả 6 giải đấu mà Bayern đã đạt được vào năm 2020. Thành tích hiếm có này bao gồm việc giành cú ăn ba Lục địa trong một mùa giải, sau đó là vô địch ba giải đấu bổ sung mà cú ăn ba này giúp câu lạc bộ có quyền tham dự mùa sau.
Mùa giải 2019-2020
- Bundesliga 2019–20
- DFB-Pokal 2019–20
- UEFA Champions League 2019–20

Mùa giải 2020-2021
- Siêu cúp bóng đá Đức 2020
- Siêu cúp châu Âu 2020
- Giải vô địch bóng đá thế giới các câu lạc bộ 2020

## Các cầu thủ

### Đội hình
Tính đến ngày 15 tháng 8 năm 2025
Ghi chú: Quốc kỳ chỉ đội tuyển quốc gia được xác định rõ trong điều lệ tư cách FIFA. Các cầu thủ có thể giữ hơn một quốc tịch ngoài FIFA.
| Số | VT | Quốc gia | Cầu thủ                   |
| -- | -- | -------- | ------------------------- |
| 1  | TM | Đức      | Manuel Neuer (đội trưởng) |
| 2  | HV | Pháp     | Dayot Upamecano           |
| 3  | HV | Hàn Quốc | Kim Min-jae               |
| 4  | HV | Đức      | Jonathan Tah              |
| 6  | TV | Đức      | Joshua Kimmich (đội phó)  |
| 7  | TĐ | Đức      | Serge Gnabry              |
| 8  | TV | Đức      | Leon Goretzka (đội phó 2) |
| 9  | TĐ | Anh      | Harry Kane                |
| 10 | TV | Đức      | Jamal Musiala             |
| 14 | TĐ | Colombia | Luis Díaz                 |
| 17 | TĐ | Pháp     | Michael Olise             |
| 19 | HV | Canada   | Alphonso Davies           |
| 20 | TV | Đức      | Tom Bischof               |

| Số | VT | Quốc gia   | Cầu thủ             |
| -- | -- | ---------- | ------------------- |
| 21 | HV | Nhật Bản   | Hiroki Itō          |
| 22 | HV | Bồ Đào Nha | Raphaël Guerreiro   |
| 23 | HV | Pháp       | Sacha Boey          |
| 24 | TV | Đức        | Paul Wanner         |
| 26 | TM | Đức        | Sven Ulreich        |
| 27 | TV | Áo         | Konrad Laimer       |
| 40 | TM | Đức        | Jonas Urbig         |
| 41 | TĐ | Thụy Điển  | Jonah Kusi-Asare    |
| 42 | TV | Đức        | Lennart Karl        |
| 44 | HV | Croatia    | Josip Stanišić      |
| 45 | TV | Đức        | Aleksandar Pavlović |
| 48 | TM | Đức        | Leon Klanac         |

### Cho mượn
Ghi chú: Quốc kỳ chỉ đội tuyển quốc gia được xác định rõ trong điều lệ tư cách FIFA. Các cầu thủ có thể giữ hơn một quốc tịch ngoài FIFA.
| Số | VT | Quốc gia | Cầu thủ                                                                |
| -- | -- | -------- | ---------------------------------------------------------------------- |
| —  | TM | Đức      | Alexander Nübel (tại VfB Stuttgart đến ngày 30 tháng 6 năm 2026)       |
| —  | TM | Đức      | Max Schmitt (tại SSV Ulm đến ngày 30 tháng 6 năm 2026)                 |
| —  | TM | Israel   | Daniel Peretz (tại Hamburger SV đến ngày 30 tháng 6 năm 2026)          |
| —  | HV | Đức      | Tarek Buchmann (tại 1. FC Nürnberg đến ngày 30 tháng 6 năm 2026)       |
| —  | TV | Đức      | Noël Aséko (tại Hannover 96 đến ngày 30 tháng 6 năm 2026)              |
| —  | TV | Đức      | Arijon Ibrahimović (tại 1. FC Heidenheim đến ngày 30 tháng 6 năm 2026) |

| Số | VT | Quốc gia    | Cầu thủ                                                             |
| -- | -- | ----------- | ------------------------------------------------------------------- |
| —  | TV | Đan Mạch    | Jonathan Asp Jensen (tại Grasshopper đến ngày 30 tháng 6 năm 2026)  |
| —  | TV | Đức         | Maurice Krattenmacher (tại Hertha BSC đến ngày 30 tháng 6 năm 2026) |
| —  | TV | Croatia     | Lovro Zvonarek (tại Grasshopper đến ngày 30 tháng 6 năm 2026)       |
| —  | TV | Bồ Đào Nha  | João Palhinha (tại Tottenham Hotspur đến ngày 30 tháng 6 năm 2026)  |
| —  | TĐ | Đức         | Armindo Sieb (tại Mainz 05 đến ngày 30 tháng 6 năm 2026)            |
| —  | TĐ | Tây Ban Nha | Bryan Zaragoza (tại Celta đến ngày 30 tháng 6 năm 2026)             |

### Số áo bất tử
- 5 – Franz Beckenbauer, Hậu vệ (1964–1977) – vinh danh sau khi mất[159]
- 12 – "Cầu thủ thứ 12", dành tặng cho người hâm mộ[160]

### Các cựu cầu thủ đáng chú ý
Trong trận đấu chia tay của mình, Oliver Kahn đã được chọn là đội trưởng danh dự của Bayern München. Những cầu thủ có tên dưới đây được chọn vào Sảnh danh vọng của Bayern München.
1930s
- Conrad Heidkamp (HV)

1970s:
- Franz Beckenbauer (HV)
- Gerd Müller (TĐ)
- Uli Hoeneß (TĐ)
- Paul Breitner (TV)
- Sepp Maier (TM)
- Hans-Georg Schwarzenbeck (HV)
- Franz Roth (TV)

1980s:
- Karl-Heinz Rummenigge (TĐ)
- Klaus Augenthaler (HV)

1990s:
- Lothar Matthäus (TV/HV)
- Stefan Effenberg (TV)

2000s:
- Oliver Kahn (TM)
- Mehmet Scholl (TV)
- Bixente Lizarazu (HV)
- Giovane Élber (TĐ)

2010s:
- Philipp Lahm (HV)
- Bastian Schweinsteiger (TV)[164]

## Huấn luyện viên

### Ban huấn luyện hiện tại
Tính đến ngày 29 tháng 5 năm 2024
| Ban huấn luyện                                  | Ban huấn luyện                         |
| ----------------------------------------------- | -------------------------------------- |
| Vincent Kompany                                 | Huấn luyện viên trưởng                 |
| - Floribert N'Galula - René Marić - Aaron Danks | Trợ lý huấn luyện viên                 |
| Michael Rechner                                 | Huấn luyện viên thủ môn                |
| Walter Gfrerer                                  |                                        |
| Ban phân tích                                   |                                        |
| Michael Niemeyer                                | Trưởng ban phân tích                   |
| Vitus Angerer                                   | Phân tích trận đấu                     |
| Michael Cuper                                   | Phân tích trận đấu                     |
| Maximilian Schwab                               | Phân tích trận đấu                     |
| Huấn luyện viên thể lực                         |                                        |
| Prof. Dr. Holger Broich                         | Giám đốc khoa học & Trưởng ban thể lực |
| Simon Martinello                                | Huấn luyện viên thể lực                |
| Peter Schlösser                                 | Huấn luyện viên thể lực                |
| Thomas Wilhelmi                                 | Huấn luyện viên thể lực                |
| Soner Mansuroglu                                | Nhà phân tích dữ liệu                  |
| Bộ phận y khoa                                  |                                        |
| Dr. Hans-Wilhelm Müller-Wohlfahrt               | Bác sĩ và trưởng ban y khoa của đội    |
| Prof. Dr. Roland Schmidt                        | Bác sĩ nội khoa, chuyên khoa tim       |
| Dr. Jochen Hahne                                | Bác sĩ đội                             |
| Dr. Peter Ueblacker                             | Giám đốc y tế                          |
| Helmut Erhard                                   | Trưởng khoa vật lý trị liệu            |
| Gianni Bianchi                                  | Nhà vật lý trị liệu                    |
| Florian Brandner                                | Nhà vật lý trị liệu                    |
| Gerry Hoffmann                                  | Nhà vật lý trị liệu                    |
| Christian Huhn                                  | Nhà vật lý trị liệu                    |
| Stephan Weickert                                | Nhà vật lý trị liệu                    |
| Ban tổ chức và quản lý đội bóng                 |                                        |
| Kathleen Krüger                                 | Trưởng ban quản lý                     |
| Bastian Wernscheid                              | Quản lý đội                            |

## Ban điều hành

### Lãnh đạo

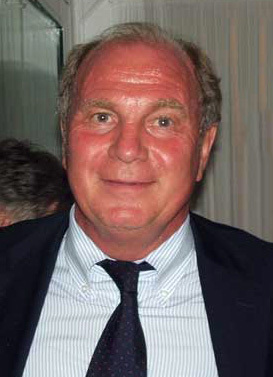
Cựu chủ tịch Uli Hoeneß.

| Vị trí                 | Tên                   |
| ---------------------- | --------------------- |
| Chủ tịch               | Herbert Hainer        |
| Chủ tịch danh dự       | Franz Beckenbauer     |
| CEO                    | Jan-Christian Dreesen |
| Giám đốc khu Adidas    | Herbert Hainer        |
| Giám đốc khu Audi      | Rupert Stadler        |
| Giám đốc khu Allianz   | Werner Zedelius       |
| Giám đốc khu D.Telekom | Timotheus Höttges     |
| Phó chủ tịch           | Rudolf Schels         |
| Giám đốc điều hành     | Karl-Heinz Rummenigge |
| Giám đốc thể thao      | Max Eberl             |
| Giám đốc Marketing     | Andreas Jung          |

## Thành viên nổi bật

### Phòng danh dự
Phòng danh dự (Hall of fame) hiện ghi danh 18 thành viên nổi bật trong lịch sử câu lạc bộ.
| - Klaus Augenthaler (1976-1991) - Franz Beckenbauer (1964-1977) - Paul Breitner (1970-1974, 1978-1983) - Stefan Effenberg (1990-1992, 1998-2002) - Giovane Élber (1997-2003) - Franz Roth (1966-1978) | - Uli Hoeness (1970-1978) - Oliver Kahn (1994-2008) - Bixente Lizarazu (1997-2004, 2005-2006) - Sepp Maier (1962-1979) - Lothar Matthäus (1984-1988, 1992-2000) - Gerd Müller (1964-1979) | - Karl-Heinz Rummenigge (1974-1984) - Mehmet Scholl (1992-2007) - Hans-Georg Schwarzenbeck (1966-1981) - Conrad Heidkamp (1928-1936) - Philipp Lahm (2002-2017) - Bastian Schweinsteiger (2002-2015) |

### Đội trưởng
Dưới đây là danh sách các đội trưởng của Bayern München kể tử năm 1965:
| - Werner Olk (1965-1970) - Franz Beckenbauer (1970-1977) - Sepp Maier (1977-1979) - Gerd Müller (1979) | - Hans-Georg Schwarzenbeck (1979-1980) - Paul Breitner (1980-1983) - Karl-Heinz Rummenigge (1983-1984) - Klaus Augenthaler (1984-1991) | - Raimond Aumann (1991-1994) - Lothar Matthäus (1994-1996) - Thomas Helmer (1997-1999) - Stefan Effenberg (1999-2002) | - Oliver Kahn (2002-2008) - Mark van Bommel (2008) - Philipp Lahm (2008 - 2017) - Manuel Neuer (2017 - nay) |

### Cầu thủ vô địch thế giới
Đã có 24 cầu thủ từng vô địch thế giới trong thời gian khoác áo Bayern München, trừ Bixente Lizarazu và Corentin Tolisso (vô địch thế giới cùng đội tuyển Pháp), Jorginho (vô địch thế giới cùng Brasil), các cầu thủ còn lại đều vô địch thế giới khi khoác áo đội tuyển Đức:
| - Hans Bauer (World Cup 1954) - Sepp Maier (World Cup 1974) - Franz Beckenbauer (World Cup 1974) - Paul Breitner (World Cup 1974) - Hans Schwarzenbeck (World Cup 1974) - Gerd Müller (World Cup 1974) - Uli Hoeneß (World Cup 1974) - Jupp Kapellmann (World Cup 1974) | - Stefan Reuter (World Cup 1990) - Jürgen Kohler (World Cup 1990) - Klaus Augenthaler (World Cup 1990) - Raimond Aumann (World Cup 1990) - Hans Pflügler (World Cup 1990) - Olaf Thon (World Cup 1990) - Jorginho (World Cup 1994) - Bixente Lizarazu (World Cup 1998) | - Manuel Neuer (World Cup 2014) - Bastian Schweinsteiger (World Cup 2014) - Thomas Müller (World Cup 2014) - Philipp Lahm (World Cup 2014) - Toni Kroos (World Cup 2014) - Mario Götze (World Cup 2014) - Jérôme Boateng (World Cup 2014) - Corentin Tolisso (World Cup 2018) |

### Cầu thủ vô địch châu Âu
Đã có 17 cầu thủ từng vô địch châu Âu trong thời gian khoác áo Bayern München, ngoài Bixente Lizarazu (vô địch châu Âu cùng tuyển Pháp), Brian Laudrup (vô địch châu Âu cùng tuyển Đan Mạch) và Renato Sanches (vô địch châu Âu cùng tuyển Bồ Đào Nha), các cầu thủ còn lại đều vô địch châu Âu cùng đội tuyển Đức:
| - Sepp Maier (Euro 1972) - Franz Beckenbauer (Euro 1972) - Gerd Müller (Euro 1972) - Paul Breitner (Euro 1972) - Uli Hoeneß (Euro 1972) - Hans-Georg Schwarzenbeck (Euro 1972) | - Karl-Heinz Rummenigge (Euro 1980) - Walter Junghans (Euro 1980) - Brian Laudrup (Euro 1992) - Thomas Helmer (Euro 1996) - Mehmet Scholl (Euro 1996) - Oliver Kahn (Euro 1996) | - Markus Babbel (Euro 1996) - Christian Ziege (Euro 1996) - Jürgen Klinsmann (Euro 1996) - Thomas Strunz (Euro 1996) - Bixente Lizarazu (Euro 2000) - Renato Sanches (Euro 2016) |

### Quả bóng vàng châu Âu
Cầu thủ đoạt giải Quả bóng vàng châu Âu khi đang chơi cho Bayern München:
-  1970 – Gerd Müller
-  1972 – Franz Beckenbauer
-  1976 – Franz Beckenbauer
-  1980 – Karl-Heinz Rummenigge
-  1981 – Karl-Heinz Rummenigge

### Chiếc giày vàng châu Âu
Cầu thủ đoạt giải Chiếc giày vàng châu Âu khi đang chơi cho Bayern München:
-  1970 – Gerd Müller
-  1972 – Gerd Müller
-  2021 - Robert Lewandowski

### Thủ môn xuất sắc nhất năm của IFFHS
Cầu thủ đoạt giải Thủ môn xuất sắc nhất năm của IFFHS khi đang chơi cho Bayern München:
-  1987 – Jean-Marie Pfaff
-  1999 – Oliver Kahn
-  2001 – Oliver Kahn
-  2002 – Oliver Kahn
-  2013 – Manuel Neuer
-  2014 – Manuel Neuer
-  2015 – Manuel Neuer
-  2016 – Manuel Neuer
-  2020 - Manuel Neuer

### Cầu thủ xuất sắc nhất năm của UEFA
Cầu thủ đoạt giải Cầu thủ xuất sắc nhất năm của UEFA khi đang chơi cho Bayern München:
-  2000–01 – Stefan Effenberg
-  2012–13 – Franck Ribery
-  2019–20 – Robert Lewandowski

### Thủ môn xuất sắc nhất năm của UEFA
Cầu thủ đoạt giải Thủ môn xuất sắc nhất năm của UEFA khi đang chơi cho Bayern München:
-  1999 – Oliver Kahn
-  2000 – Oliver Kahn
-  2001 – Oliver Kahn
-  2002 – Oliver Kahn
-  2013 – Manuel Neuer
-  2014 – Manuel Neuer
-  2015 – Manuel Neuer
-  2016 – Manuel Neuer
-  2020 – Manuel Neuer

### Cầu thủ xuất sắc nhất năm của Đức
Cầu thủ đoạt giải Cầu thủ xuất sắc nhất năm của Đức khi đang chơi cho Bayern München:
| - 1966 – Franz Beckenbauer - 1967 – Gerd Müller - 1968 – Franz Beckenbauer - 1969 – Gerd Müller - 1974 – Franz Beckenbauer - 1975 – Sepp Maier - 1976 – Franz Beckenbauer | - 1977 – Sepp Maier - 1978 – Sepp Maier - 1980 – Karl-Heinz Rummenigge - 1981 – Paul Breitner - 1999 – Lothar Matthäus - 2000 – Oliver Kahn - 2001 – Oliver Kahn | - 2003 – Michael Ballack - 2005 – Michael Ballack - 2008 – Franck Ribéry - 2010 – Arjen Robben - 2013 – Bastian Schweinsteiger - 2014 – Manuel Neuer - 2015 – Jérôme Boateng | - 2017 – Philipp Lahm |

### Vua phá lưới Bundesliga
| - 1966-67 – Gerd Müller (28 bàn) - 1968-69 – Gerd Müller (30 bàn) - 1969-70 – Gerd Müller (38 bàn) - 1971-72 – Gerd Müller (40 bàn) - 1972-73 – Gerd Müller (36 bàn) - 1973-74 – Gerd Müller (30 bàn) - 1977-78 – Gerd Müller (24 bàn) - 1979-80 – Karl-Heinz Rummenigge (26 bàn) - 1980-81 – Karl-Heinz Rummenigge (29 bàn) - 1983-84 – Karl-Heinz Rummenigge (26 bàn) | - 1988-89 – Roland Wohlfarth (17 bàn) - 1990-91 – Roland Wohlfarth (21 bàn) - 2002-03 – Giovane Élber (21 bàn) - 2007-08 – Luca Toni (24 bàn) - 2010-11 – Mario Gómez (28 bàn) - 2015-16 – Robert Lewandowski (30 bàn) - 2017-18 – Robert Lewandowski (29 bàn) - 2018-19 – Robert Lewandowski (22 bàn) - 2019-20 – Robert Lewandowski (34 bàn) 2023-24 – Harry Kane (36 bàn) |

## Lãnh đạo
Dưới đây là danh sách các huấn luyện viên của Bayern kể từ ngày đội tham dự Bundesliga. và danh sách chủ tịch câu lạc bộ  kể từ ngày thành lập:

### Huấn luyện viên
| Các đời huấn luyện viên \| - 1963-1968: Zlatko Čajkovski - 1968-1970: Branko Zebec - 1970-1975: Udo Lattek - 1975-1977: Dettmar Cramer - 1977-1979: Gyula Lorant - 1979-1983: Pal Csernai - 1983-1983: Reinhard Saftig - 1983-1987: Udo Lattek - 1987-1991: Jupp Heynckes - 1991-1992: Søren Lerby - 1992-1993: Erich Ribbeck - 1994: Franz Beckenbauer - 1994-1995: Giovanni Trapattoni - 1995-1996: Otto Rehhagel - 1996: Franz Beckenbauer - 1996-1998: Giovanni Trapattoni - 1998-2004: Ottmar Hitzfeld \| - 2004-2007: Felix Magath - 2007-2008: Ottmar Hitzfeld - 2008-2009: Jürgen Klinsmann - 2009: Jupp Heynckes - 2009-2011: Louis van Gaal - 2011-2013: Jupp Heynckes - 2013-2016: Josep Guardiola - 2016-2017: Carlo Ancelotti - 2017-2018: Jupp Heynckes - 2018-2019: Niko Kovač - 2019-2021: Hans-Dieter Flick - 2021-2023: Julian Nagelsmann - 2023-2024: Thomas Tuchel - 2024-nay: Vincent Kompany \| | |
| - 1963-1968: Zlatko Čajkovski - 1968-1970: Branko Zebec - 1970-1975: Udo Lattek - 1975-1977: Dettmar Cramer - 1977-1979: Gyula Lorant - 1979-1983: Pal Csernai - 1983-1983: Reinhard Saftig - 1983-1987: Udo Lattek - 1987-1991: Jupp Heynckes - 1991-1992: Søren Lerby - 1992-1993: Erich Ribbeck - 1994: Franz Beckenbauer - 1994-1995: Giovanni Trapattoni - 1995-1996: Otto Rehhagel - 1996: Franz Beckenbauer - 1996-1998: Giovanni Trapattoni - 1998-2004: Ottmar Hitzfeld | - 2004-2007: Felix Magath - 2007-2008: Ottmar Hitzfeld - 2008-2009: Jürgen Klinsmann - 2009: Jupp Heynckes - 2009-2011: Louis van Gaal - 2011-2013: Jupp Heynckes - 2013-2016: Josep Guardiola - 2016-2017: Carlo Ancelotti - 2017-2018: Jupp Heynckes - 2018-2019: Niko Kovač - 2019-2021: Hans-Dieter Flick - 2021-2023: Julian Nagelsmann - 2023-2024: Thomas Tuchel - 2024-nay: Vincent Kompany |

### Chủ tịch
| Các đời chủ tịch \| - 1900-1903: Franz John - 1903-1906: Willem Hesselink - 1906-1907: Kurt Müller - 1907-1913: Angelo Knorr - 1913-1914: Kurt Landauer - 1914-1915: Fred Dunn - 1915-1915: Hans Tusch - 1915-1915: Fritz Meier - 1916-1916: Hans Bermühler - 1916-1919: Fritz Meier - 1919-1921: Kurt Landauer - 1921-1922: Fred Dunn - 1922-1933: Kurt Landauer - 1933-1934: Siegfried Herrmann - 1934-1935: Karl-Heinz Oettinger - 1935-1937: Richard Amesmeier - 1937-1938: Franz Nußhardt \| - 1938-1943: Franz Kellner - 1943-1945: Josef Sauter - 1945-1945: Franz Xaver Heilmannseder - 1945-1945: Josef Bayer - 1945-1947: Siegfried Herrmann - 1947-1951: Kurt Landauer - 1951-1953: Julius Scheuring - 1953-1955: Adolf Fischer - 1955-1958: Alfred Reitlinger - 1958-1962: Roland Endler - 1962-1979: Wilhelm Neudecker - 1979-1985: Willi O. Hoffmann - 1985-1994: Fritz Scherer - 1994-2009: Franz Beckenbauer - 2009-2014: Uli Hoeneß - 2014-2016: Karl Hopfner - 2016-2020 : Uli Hoeneß - 2020-nay : Herbert Hainer \| | |
| - 1900-1903: Franz John - 1903-1906: Willem Hesselink - 1906-1907: Kurt Müller - 1907-1913: Angelo Knorr - 1913-1914: Kurt Landauer - 1914-1915: Fred Dunn - 1915-1915: Hans Tusch - 1915-1915: Fritz Meier - 1916-1916: Hans Bermühler - 1916-1919: Fritz Meier - 1919-1921: Kurt Landauer - 1921-1922: Fred Dunn - 1922-1933: Kurt Landauer - 1933-1934: Siegfried Herrmann - 1934-1935: Karl-Heinz Oettinger - 1935-1937: Richard Amesmeier - 1937-1938: Franz Nußhardt | - 1938-1943: Franz Kellner - 1943-1945: Josef Sauter - 1945-1945: Franz Xaver Heilmannseder - 1945-1945: Josef Bayer - 1945-1947: Siegfried Herrmann - 1947-1951: Kurt Landauer - 1951-1953: Julius Scheuring - 1953-1955: Adolf Fischer - 1955-1958: Alfred Reitlinger - 1958-1962: Roland Endler - 1962-1979: Wilhelm Neudecker - 1979-1985: Willi O. Hoffmann - 1985-1994: Fritz Scherer - 1994-2009: Franz Beckenbauer - 2009-2014: Uli Hoeneß - 2014-2016: Karl Hopfner - 2016-2020 : Uli Hoeneß - 2020-nay : Herbert Hainer |